# Copa do Mundo FIFA de 2018
A Copa do Mundo FIFA de 2018 (português brasileiro) ou o Campeonato Mundial de Futebol FIFA de 2018 (português europeu) foi a vigésima primeira edição deste evento esportivo, um torneio internacional de futebol masculino organizado pela Federação Internacional de Futebol (FIFA), que ocorreu na Rússia, anfitriã da competição pela primeira vez. Com onze cidades-sede, o campeonato começou a ser disputado em 14 de junho e terminou em 15 de julho. A edição de 2018 foi a primeira realizada no Leste Europeu, a décima primeira realizada na Europa, depois de a Alemanha ter sediado o torneio pela última vez no continente em 2006.
Esta edição da Copa do Mundo, juntamente com a Universíada de Verão de 2013 e os Jogos Olímpicos de Inverno de 2014, que também foram realizados em território russo, foram os primeiros eventos esportivos de importância mundial realizados no país desde os Jogos Olímpicos de Verão de 1980. A FIFA escolheu a Rússia devido à grande tradição do país no futebol (medalhista de ouro em 1956 e 1988, e campeã europeia em 1960), aos investimentos financeiros na modalidade, ao aumento da importância da Primeira Liga Russa desde o início dos anos 2000, e à migração de jogadores estrangeiros para o país desde então, além da ascensão econômica da Rússia após Vladimir Putin assumir a presidência do país em 2000. Os outros países que se candidataram à sede da competição foram a Inglaterra e as candidaturas conjuntas de Bélgica/Países Baixos e Espanha/Portugal. O governo russo pretendia entregar todas as obras para a Copa do Mundo da FIFA 2018 um ano antes do torneio. Joseph Blatter, ex-presidente da Federação Internacional de Futebol, afirmou que as organizações estavam mais avançadas em comparação com as obras do Brasil, que sediou a edição anterior.
Entrou para a história por ter sido a Copa do Mundo mais cara da história até então, com um custo total de 14,2 bilhões de dólares. Foi também a primeira edição de uma Copa a fazer uso do Árbitro Assistente de Vídeo (VAR). Com ajuda do VAR, a Copa do Mundo de 2018 bateu o recorde de maior número de pênaltis marcados em uma edição do torneio, com 29 infrações apontadas pela arbitragem em 64 jogos.  Em 28 de março de 2017, a seleção brasileira foi a primeira além do país-sede, Rússia, a se classificar para a Copa do Mundo de 2018. Foi nesta edição que Islândia e Panamá fizeram seu debut em Copas do Mundo. Além disso, pela quarta vez nas últimas cinco edições, a Seleção que foi campeã na Copa anterior foi eliminada na fase de grupos (fato que levou a imprensa mundial a chamar de "Maldição das Campeãs"), e também a primeira vez que a Alemanha não se classificou para a segunda fase de uma Copa do Mundo, sendo que a mesma sempre vinha alcançando, pelo menos, as quartas-de-final da competição. Além disso, nenhuma seleção africana conseguiu avançar para a segunda fase, e todas as equipes que se classificaram para a Copa via repescagem europeia chegaram às oitavas de final da competição, algo inédito até então.

## Antecedentes

### Candidatura

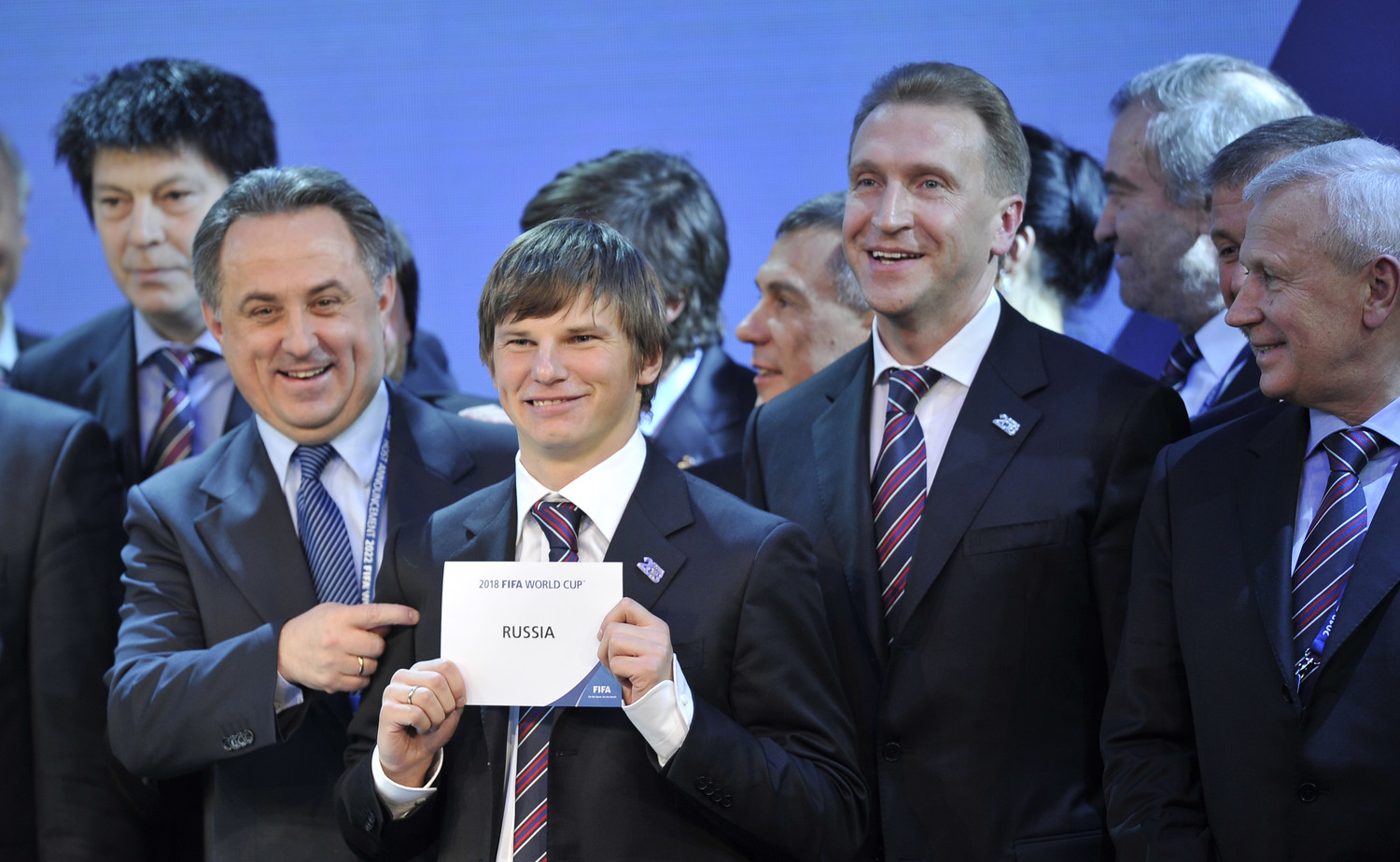
Anúncio de vitória da Rússia como país-anfitrião do evento.

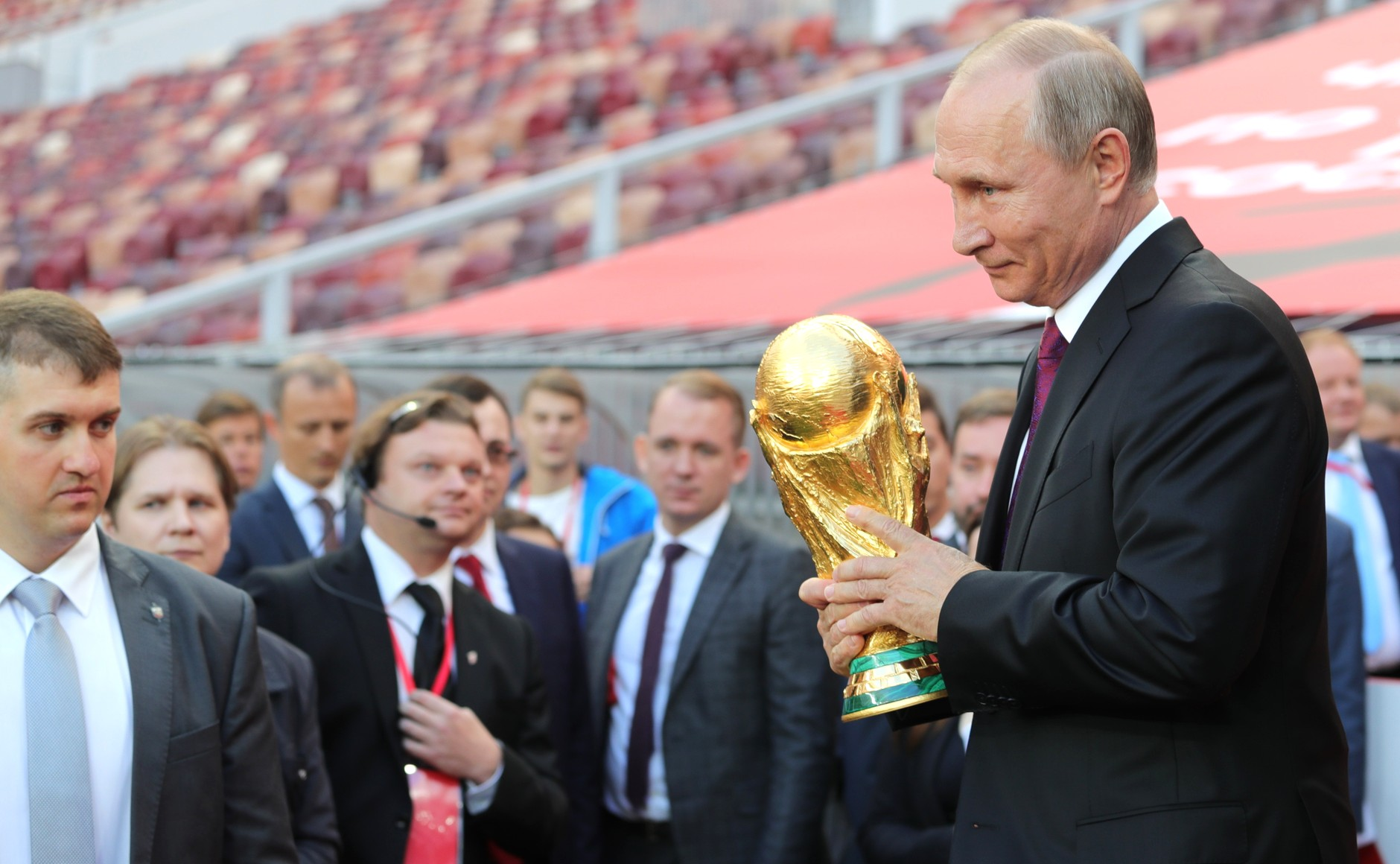
O presidente russo Vladimir Putin segurando o Troféu da Copa do Mundo FIFA durante os eventos-testes do Estádio Lujniki de Moscou.

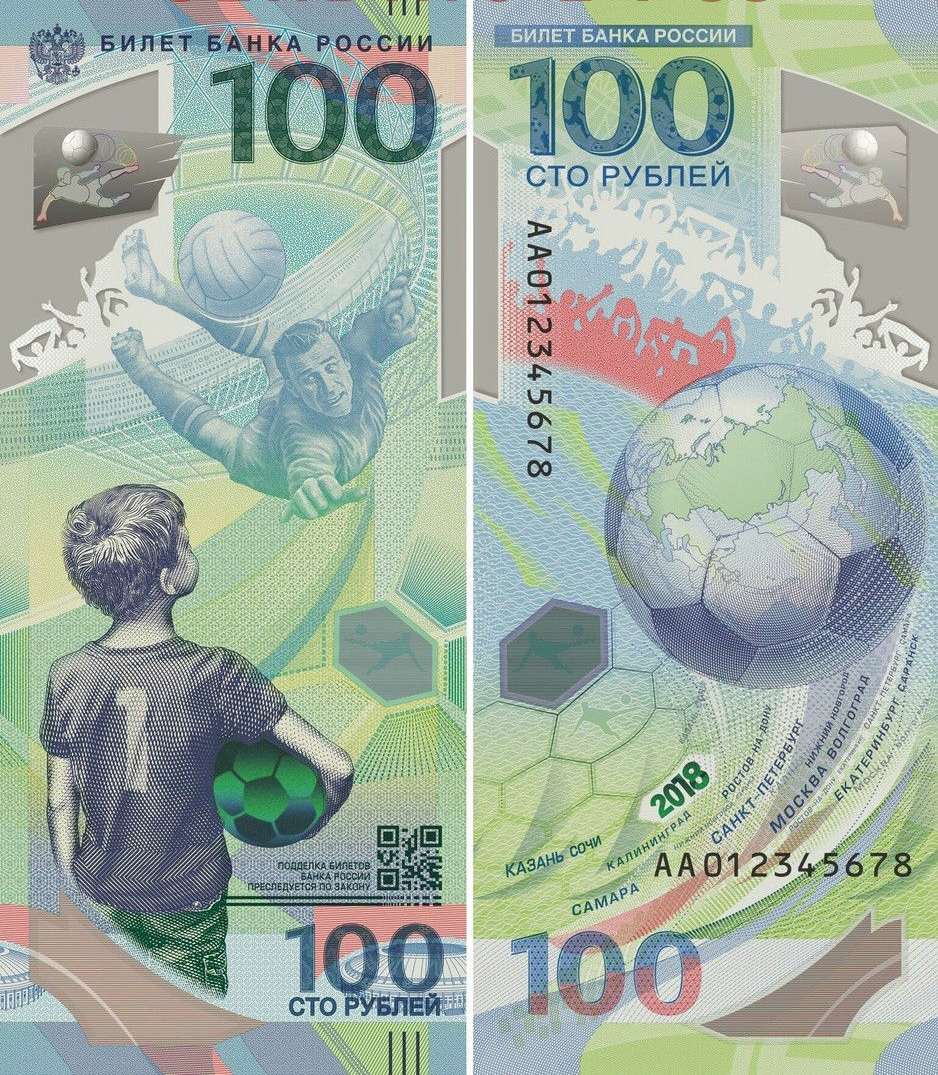
Uma cédula de 100 Rublos russos lançada em comemoração a Copa do Mundo de 2018

A Rússia anunciou o seu interesse em organizar a Copa do Mundo FIFA, no início do ano de 2009 e conseguiu inscrever sua postulação a tempo. O então primeiro-ministro Vladimir Putin afirmou oficialmente o interesse e nomeou um antigo ministro dos esportes para ser presidente do então Comitê de Candidatura. De acordo com o governo federal da Rússia, o país podia gastar mais de 10 bilhões de dólares para organizar o evento. 14 cidades estavam incluídas na candidatura e estariam divididas em quatro clusters: o cluster norte centralizado em São Petersburgo, o cluster central centralizado em Moscou, a parte sul centralizada em Sóchi e a parte do rio Volga. Apenas uma cidade estaria na Rússia asiática: Ecaterimburgo. As outras cidades serão: Rostov do Don, Iaroslavl, Níjni Novgorod, Cazã, Saransk, Samara, Sóchi e Volgogrado. O país não possuía um estádio com mínimo capacidade para 80.000 pessoas, mas o Estádio Lujniki em Moscou, que é considerado um estádio de elite pela UEFA, tem uma capacidade para 78 mil e foi ampliado para o evento. Um aspecto positivo da candidatura foram as infraestruturas que estariam disponíveis após os Jogos Olímpicos de Inverno de 2014 e da Universíada de Verão de 2013.

### Processo de escolha
A eleição da sede da Copa do Mundo de 2018 aconteceu em 2 de dezembro de 2010. Para esta edição, somente países europeus (Rússia, Bélgica/Países Baixos, Inglaterra, e Espanha/Portugal) foram os candidatos para o evento. No mesmo dia, houve outra votação para a Copa do Mundo FIFA de 2022, que será realizada no Catar.
Vinte e dois membros do Comitê Executivo da FIFA tiveram direito a voto. Uma maioria absoluta de 12 votos foi necessária para a definição de cada país-sede.
| XXI Copa do Mundo FIFA de 2018 · Congresso Ordinário da FIFA · 2 de dezembro de 2010, em Zurique ( Suíça ). |            |            |
| Legenda: País vencedor. Eliminado na votação. Desistiu de sediar.                                           |            |            |
| Países candidatos                                                                                           | 1.ª rodada | 2.ª rodada |
| Rússia | 9          | 13         |
| Espanha · Portugal                                                                                          | 7          | 7          |
| Bélgica · Países Baixos                                                                                     | 4          | 2          |
| Inglaterra                                                                                                  | 2          | Eliminada  |

## Eliminatórias

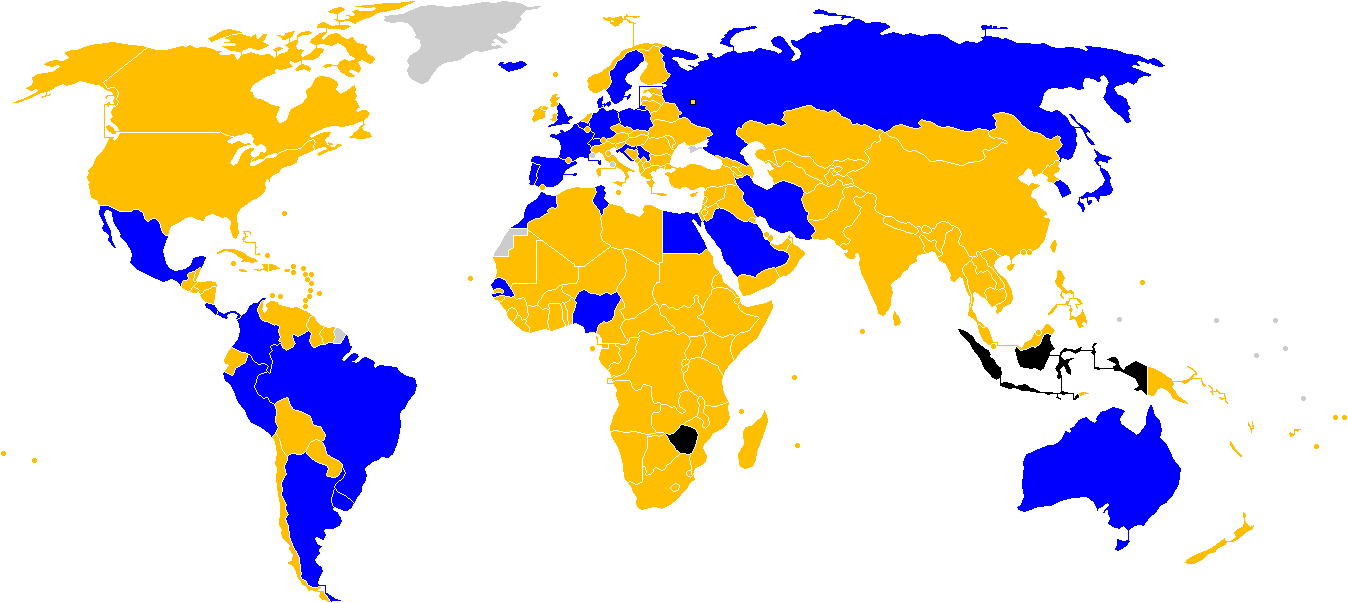
País qualificado para a Copa do Mundo
País não se qualificou
País impedido pela FIFA de disputar as eliminatórias
País não é membro FIFA

Trinta e duas seleções participam na competição, e a russa não precisou disputar eliminatórias por ser a anfitriã. A distribuição das vagas pelas confederações continentais foi divulgada pelo Comitê Executivo da FIFA em maio de 2015, sem alterações em relação à edição anterior. A princípio a União das Associações Europeias de Futebol (UEFA) reiterava mais uma vaga para o continente europeu, porém a FIFA não cedeu e manteve inalterada a divisão das vagas até a edição seguinte no Catar. Assim, continuaram treze vagas para a UEFA (sem incluir a vaga da anfitriã Rússia), cinco para a CAF, quatro para a CONMEBOL, quatro para a AFC e três para a CONCACAF. Além disso, a repescagem intercontinental ocorre entre uma seleção da AFC e da CONCACAF e outra entre uma da CONMEBOL e da OFC, que não possui vaga garantida direta ao mundial.
Causaram surpresa nas Eliminatórias as desclassificações das tradicionais equipes da Itália (eliminada pela Suécia na repescagem europeia) e Holanda (terceira colocada no Grupo 1 europeu, sem sequer ter chegado à repescagem), bem como, na CONCACAF, os Estados Unidos, que participaram de todas as Copas desde 1990 (sete torneios em sequência) e terminaram fora da repescagem intercontinental; por outro lado, o Peru se classificou para sua primeira Copa desde 1982, após vencer a Nova Zelândia na repescagem intercontinental.

### Sorteio

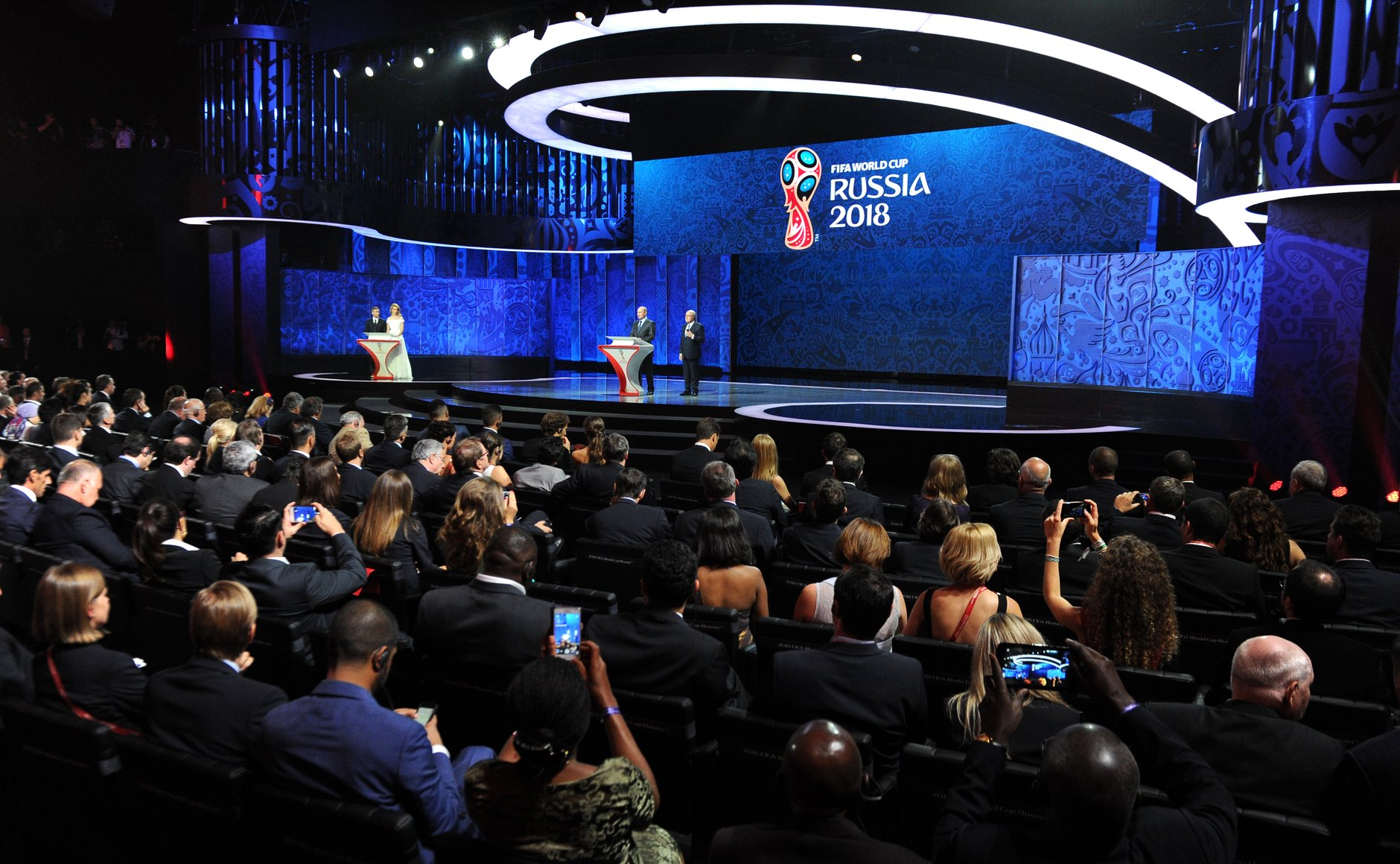
Sorteio das eliminatórias, realizado no Konstantinovsky Palace, em São Petersburgo.

O sorteio de qualificação para a Copa de 2018 foi realizado no Konstantinovsky Palace, em São Petersburgo, no dia 25 de julho de 2015. Como país anfitrião, a Rússia se qualifica automaticamente para o torneio.
Pela primeira vez, todas as 209 nações filiadas à FIFA inscreveram-se para participar das eliminatórias, porém as seleções de Zimbábue e Indonésia não puderam participar das disputas devido a problemas envolvendo as federações de ambos os países e a FIFA. Estas eliminatórias também marcam a estreia do Kosovo, de Gibraltar, do Butão e do Sudão do Sul nas eliminatórias.
A cerimônia de sorteio das eliminatórias definiu os grupos e confrontos de todas as regiões.
- AFC: 43 times competem por 4 vagas diretas para a Copa e 1 vaga para a repescagem intercontinental, que será disputada em jogos de ida e volta contra o 4.º colocado das eliminatórias da CONCACAF
- CAF: 52 times competem por 5 vagas diretas para a Copa;
- CONCACAF: 35 times competem por três vagas diretas para a Copa e 1 vaga para a repescagem intercontinental, que será disputada em jogos de ida e volta contra o 5.º colocado das eliminatórias asiáticas
- CONMEBOL: 10 times competem por 4 vagas diretas para a Copa e 1 vaga para a repescagem intercontinental, que será disputada em jogos de ida e volta contra o vencedor da OFC
- OFC: 11 times competem por uma vaga para a repescagem intercontinental, que será disputada em jogos de ida e volta contra o 5.º colocado das eliminatórias da CONMEBOL
- UEFA: 54 times competem por 13 vagas diretas para a Copa.

### Seleções qualificadas
| Confederação                | Seleção        | Conquista da Vaga              | Conquista da Vaga      | Participações | Participações  | Participações | Melhor resultado anterior               | Posição no Ranking da FIFA |
| Confederação                | Seleção        | Modo                           | Data                   | Total         | Con-secu-tivas | Última        | Melhor resultado anterior               | Posição no Ranking da FIFA |
| --------------------------- | -------------- | ------------------------------ | ---------------------- | ------------- | -------------- | ------------- | --------------------------------------- | -------------------------- |
| UEFA (13 vagas + país-sede) | Rússia         | País-sede                      | 2 de outubro de 2010   | 11ª           | 2              | 2014          | Quarto lugar (1966)                     | 65º                        |
| UEFA (13 vagas + país-sede) | França         | Vencedor do grupo A            | 10 de outubro de 2017  | 15ª           | 6              | 2014          | Campeão (1998)                          | 7º                         |
| UEFA (13 vagas + país-sede) | Portugal       | Vencedor do grupo B            | 10 de outubro de 2017  | 7ª            | 5              | 2014          | Terceiro lugar (1966)                   | 3º                         |
| UEFA (13 vagas + país-sede) | Alemanha       | Vencedor do grupo C            | 5 de outubro de 2017   | 19ª           | 17             | 2014          | Campeão (1954, 1974, 1990, 2014)        | 1º                         |
| UEFA (13 vagas + país-sede) | Sérvia         | Vencedor do grupo D            | 9 de outubro de 2017   | 12ª           | 1              | 2010          | Quarto lugar (1930, 1962)               | 38º                        |
| UEFA (13 vagas + país-sede) | Polónia        | Vencedor do grupo E            | 8 de outubro de 2017   | 8ª            | 1              | 2006          | Terceiro lugar (1974, 1982)             | 6º                         |
| UEFA (13 vagas + país-sede) | Inglaterra     | Vencedor do grupo F            | 5 de outubro de 2017   | 15ª           | 6              | 2014          | Campeão (1966)                          | 12º                        |
| UEFA (13 vagas + país-sede) | Espanha        | Vencedor do grupo G            | 6 de outubro de 2017   | 15ª           | 11             | 2014          | Campeão (2010)                          | 8º                         |
| UEFA (13 vagas + país-sede) | Bélgica        | Vencedor do grupo H            | 3 de setembro de 2017  | 12ª           | 2              | 2014          | Quarto lugar (1986)                     | 5º                         |
| UEFA (13 vagas + país-sede) | Islândia       | Vencedor do grupo I            | 9 de outubro de 2017   | 1ª            | 1              | –             | Estreante                               | 21º                        |
| UEFA (13 vagas + país-sede) | Suíça          | Vencedor da repescagem         | 12 de novembro de 2017 | 11ª           | 4              | 2014          | Quartas de final (1934, 1938, 1974)     | 11º                        |
| UEFA (13 vagas + país-sede) | Croácia        | Vencedor da repescagem         | 12 de novembro de 2017 | 5ª            | 2              | 2014          | Terceiro lugar (1998)                   | 18º                        |
| UEFA (13 vagas + país-sede) | Suécia         | Vencedor da repescagem         | 13 de novembro de 2017 | 12ª           | 1              | 2006          | Vice-campeão (1958)                     | 25º                        |
| UEFA (13 vagas + país-sede) | Dinamarca      | Vencedor da repescagem         | 14 de novembro de 2017 | 5ª            | 1              | 2010          | Quartas-de-final (1998)                 | 19º                        |
| AFC (4 vagas + 1)           | Irã            | Vencedor do grupo A            | 12 de junho de 2017    | 5ª            | 2              | 2014          | Fase de grupos (1978, 1998, 2006, 2014) | 34º                        |
| AFC (4 vagas + 1)           | Coreia do Sul  | 2º colocado do grupo A         | 5 de setembro de 2017  | 10ª           | 9              | 2014          | Quarto lugar (2002)                     | 62º                        |
| AFC (4 vagas + 1)           | Japão          | Vencedor do grupo B            | 31 de agosto de 2017   | 6ª            | 6              | 2014          | Oitavas de final (2002, 2010)           | 44º                        |
| AFC (4 vagas + 1)           | Arábia Saudita | 2º colocado do grupo B         | 5 de setembro de 2017  | 4ª            | 1              | 2006          | Oitavas de final (1994)                 | 63º                        |
| AFC (4 vagas + 1)           | Austrália      | Venc. da rep. intercontinental | 15 de novembro de 2017 | 5ª            | 4              | 2014          | Oitavas-de-final (2006)                 | 43º                        |
| CAF (5 vagas)               | Tunísia        | Vencedor do grupo A            | 11 de novembro de 2017 | 5ª            | 1              | 2006          | Fase de grupos (1978, 1998, 2002, 2006) | 28º                        |
| CAF (5 vagas)               | Nigéria        | Vencedor do grupo B            | 7 de outubro de 2017   | 6ª            | 3              | 2014          | Oitavas de final (1994, 1998, 2014)     | 41º                        |
| CAF (5 vagas)               | Marrocos       | Vencedor do grupo C            | 11 de novembro de 2017 | 5ª            | 1              | 1998          | Oitavas de final (1986)                 | 48º                        |
| CAF (5 vagas)               | Senegal        | Vencedor do grupo D            | 10 de novembro de 2017 | 2ª            | 1              | 2002          | Quartas de final (2002)                 | 32º                        |
| CAF (5 vagas)               | Egito          | Vencedor do grupo E            | 8 de outubro de 2017   | 3ª            | 1              | 1990          | Oitavas de final (1934)                 | 30º                        |
| CONCACAF (3 vagas)          | México         | Vencedor da quinta fase        | 1 de setembro de 2017  | 16ª           | 7              | 2014          | Quartas de final (1970, 1986)           | 16º                        |
| CONCACAF (3 vagas)          | Costa Rica     | 2º colocado da quinta fase     | 7 de outubro de 2017   | 5ª            | 2              | 2014          | Quartas de final (2014)                 | 22º                        |
| CONCACAF (3 vagas)          | Panamá         | 3º colocado da quinta fase     | 10 de outubro de 2017  | 1ª            | 1              | –             | Estreante                               | 49º                        |
| CONMEBOL (4 vagas + 1)      | Brasil         | Vencedor da fase única         | 29 de março de 2017    | 21ª           | 21             | 2014          | Campeão (1958, 1962, 1970, 1994, 2002)  | 2º                         |
| CONMEBOL (4 vagas + 1)      | Uruguai        | 2º colocado na fase única      | 10 de outubro de 2017  | 13ª           | 3              | 2014          | Campeão (1930, 1950)                    | 17º                        |
| CONMEBOL (4 vagas + 1)      | Argentina      | 3º colocado na fase única      | 10 de outubro de 2017  | 17ª           | 11             | 2014          | Campeão (1978, 1986)                    | 4º                         |
| CONMEBOL (4 vagas + 1)      | Colômbia       | 4º colocado na fase única      | 10 de outubro de 2017  | 6ª            | 2              | 2014          | Quartas de final (2014)                 | 13º                        |
| CONMEBOL (4 vagas + 1)      | Peru           | Venc. da rep. intercontinental | 15 de novembro de 2017 | 5ª            | 1              | 1982          | Quartas de final (1970)                 | 10º                        |

## Sedes
A Rússia propôs as cidades de Kaliningrado, Cazã, Krasnodar, Moscou, Níjni Novgorod, Rostov do Don, São Petersburgo, Samara, Saransk, Sóchi, Volgogrado, Iaroslavl, e Ecaterimburgo. Todas os estádios estão localizados na Rússia europeia, decisão que foi tomada para reduzir o tempo de viagem entre as sedes. São 11 cidades-sede e 12 estádios, uma cidade a mais que a exigência da FIFA. Desses 12 estádios, dois foram reformados e dez reconstruídos.
Dos 16 estádios propostos, 14 sobreviveram ao primeiro corte,sendo dois eliminados no primeiro corte. A proposta original envolvia que 1/4 (4) destes estádios estaria dentro da Região Metropolitana de Moscou. Assim, 2 não sobreviveram ao corte. A prefeitura de Podolsk chegou a propor a construção de um estádio, cuja proposta foi descartada após a conclusão de um estudo de viabilidade. Já a cidade de Moscou também propôs um terceiro estádio, o Dynamo Stadium que também foi eliminado, permanecendo o tradicional Estádio Lujniki e a nova Arena Otkrytie. Vigentes desde 1998, as atuais regras do torneio estabelecem que uma cidade só poderá ter dois estádios envolvidos com o torneio. O anúncio oficial das cidades-sede foi feito em 29 de setembro de 2012. O número de cidades foi posteriormente reduzido para 11 e o número de estádios para 12, após as cidades de Krasnodar e Iaroslavl serem cortadas da lista.
Em outubro de 2014, em sua primeira visita oficial à Rússia, a comissão de inspeção da FIFA e o coordenador do evento Chris Unger visitaram São Petersburgo, Sóchi, Cazã e Moscou e ficaram satisfeitos com o progresso dos estádios. Em 8 de outubro de 2015, a FIFA e o Comitê Organizador Local aprovaram os nomes oficiais dos estádios utilizados durante o torneio.
| Moscovo                             | Moscovo | São Petersburgo | Kaliningrado                             |
| ----------------------------------- | --- | --- | ---------------------------------------- |
| Estádio Lujniki                     | Lukoil Arena (Estádio Spartak)                                                                                               | Estádio Krestovsky (Estádio de São Petersburgo)                                                                              | Estádio de Kaliningrado                  |
| Capacidade: 78.011 (reformado)      | Capacidade: 44.190 (novo) | Capacidade: 64.468 (reconstruído)                                                                                            | Capacidade: 33.973 (novo)                |
|                                     | | |                                          |
| Cazã                                | Moscou/ Moscovo São Petersburgo Kaliningrado Níjni Novgorod Cazã Samara Volgogrado Saransk Sóchi Rostov do Don Ecaterimburgo | Moscou/ Moscovo São Petersburgo Kaliningrado Níjni Novgorod Cazã Samara Volgogrado Saransk Sóchi Rostov do Don Ecaterimburgo | Níjni Novgorod                           |
| Arena Cazã (existente)              | Moscou/ Moscovo São Petersburgo Kaliningrado Níjni Novgorod Cazã Samara Volgogrado Saransk Sóchi Rostov do Don Ecaterimburgo | Moscou/ Moscovo São Petersburgo Kaliningrado Níjni Novgorod Cazã Samara Volgogrado Saransk Sóchi Rostov do Don Ecaterimburgo | Estádio de Níjni Novgorod                |
| Capacidade: 42.873 (existente)      | Moscou/ Moscovo São Petersburgo Kaliningrado Níjni Novgorod Cazã Samara Volgogrado Saransk Sóchi Rostov do Don Ecaterimburgo | Moscou/ Moscovo São Petersburgo Kaliningrado Níjni Novgorod Cazã Samara Volgogrado Saransk Sóchi Rostov do Don Ecaterimburgo | Capacidade: 43.319 (novo)                |
|                                     | Moscou/ Moscovo São Petersburgo Kaliningrado Níjni Novgorod Cazã Samara Volgogrado Saransk Sóchi Rostov do Don Ecaterimburgo | Moscou/ Moscovo São Petersburgo Kaliningrado Níjni Novgorod Cazã Samara Volgogrado Saransk Sóchi Rostov do Don Ecaterimburgo |                                          |
| Samara                              | Moscou/ Moscovo São Petersburgo Kaliningrado Níjni Novgorod Cazã Samara Volgogrado Saransk Sóchi Rostov do Don Ecaterimburgo | Moscou/ Moscovo São Petersburgo Kaliningrado Níjni Novgorod Cazã Samara Volgogrado Saransk Sóchi Rostov do Don Ecaterimburgo | Volgogrado                               |
| Estádio de Samara (Arena de Samara) | Moscou/ Moscovo São Petersburgo Kaliningrado Níjni Novgorod Cazã Samara Volgogrado Saransk Sóchi Rostov do Don Ecaterimburgo | Moscou/ Moscovo São Petersburgo Kaliningrado Níjni Novgorod Cazã Samara Volgogrado Saransk Sóchi Rostov do Don Ecaterimburgo | Arena Volgogrado (reconstruído)          |
| Capacidade: 41.970 (novo)           | Moscou/ Moscovo São Petersburgo Kaliningrado Níjni Novgorod Cazã Samara Volgogrado Saransk Sóchi Rostov do Don Ecaterimburgo | Moscou/ Moscovo São Petersburgo Kaliningrado Níjni Novgorod Cazã Samara Volgogrado Saransk Sóchi Rostov do Don Ecaterimburgo | Capacidade: 43.713 (novo)                |
|                                     | Moscou/ Moscovo São Petersburgo Kaliningrado Níjni Novgorod Cazã Samara Volgogrado Saransk Sóchi Rostov do Don Ecaterimburgo | Moscou/ Moscovo São Petersburgo Kaliningrado Níjni Novgorod Cazã Samara Volgogrado Saransk Sóchi Rostov do Don Ecaterimburgo |                                          |
| Saransk                             | Rostov do Don | Sóchi | Ecaterimburgo                            |
| Arena Mordovia                      | Arena Rostov | Estádio Olímpico de Fisht (Estádio Fisht)                                                                                    | Estádio Central (Arena de Ecaterimburgo) |
| Capacidade: 41.685 (novo)           | Capacidade: 43.472 (novo) | Capacidade: 44.287 (existente)                                                                                               | Capacidade: 33.061 (reformado)           |
|                                     | | |                                          |

### Sedes de treinamento
Em 9 de fevereiro de 2018 a FIFA e o Comitê Organizador Local divulgaram os locais de treinamento das 32 seleções participantes.
| Equipe         | Cidade          | Divisão              |          | Equipe      | Cidade                   | Divisão |
| -------------- | --------------- | -------------------- | -------- | ----------- | ------------------------ | ------- |
| Alemanha       | Moscou          | Oblast de Moscou     | Irã      | Odintsovo   | Oblast de Moscou         |         |
| Arábia Saudita | São Petesburgo  | Oblast de Leningrado | Japão    | Cazã        | Tartaristão              |         |
| Argentina      | Bronnitsy       | Oblast de Moscou     | México   | Khimki      | Oblast de Moscou         |         |
| Austrália      | Cazã            | Tartaristão          | Marrocos | Voronej     | Oblast de Voronej        |         |
| Bélgica        | Krasnogorsky    | Oblast de Moscou     | Nigéria  | Yessentuki  | Krai de Stavropol        |         |
| Brasil         | Sóchi           | Krai de Krasnodar    | Panamá   | Saransk     | Mordóvia                 |         |
| Colômbia       | Verkhneuslonsky | Tartaristão          | Peru     | Moscou      | Oblast de Moscou         |         |
| Coreia do Sul  | São Petesburgo  | Oblast de Leningrado | Polónia  | Sóchi       | Krai de Krasnodar        |         |
| Costa Rica     | São Petesburgo  | Oblast de Leningrado | Portugal | Ramenskoie  | Oblast de Moscou         |         |
| Croácia        | Vyborgsky       | Oblast de Leningrado | Rússia   | Khimki      | Oblast de Moscou         |         |
| Dinamarca      | Anapa           | Krai de Krasnodar    | Senegal  | Kaluga      | Oblast de Kaluga         |         |
| Egito          | Grózni          | Chechênia            | Sérvia   | Svetlogorsk | Oblast de Kaliningrado   |         |
| Espanha        | Krasnodar       | Krai de Krasnodar    | Suíça    | Togliatti   | Oblast de Samara         |         |
| França         | Istra           | Oblast de Moscou     | Suécia   | Gelendzhik  | Krai de Krasnodar        |         |
| Inglaterra     | São Petesburgo  | Oblast de Leningrado | Tunísia  | Izmaylovo   | Oblast de Moscou         |         |
| Islândia       | Gelendzhik      | Krai de Krasnodar    | Uruguai  | Bor         | Oblast de Níjni Novgorod |         |

## Sorteio final
O sorteio final para a fase de grupos foi realizado em 1 de dezembro de 2017, em Moscou.
Para o sorteio, as equipes foram distribuídas em quatro potes, com base na colocação do Ranking Mundial da FIFA de outubro de 2017. O pote 1 conteve a Rússia (país sede, teve a posição A1) e as sete melhores equipes, e assim por diante nos potes 2 a 4.
| Pote 1 (cabeças de chave) | Pote 1 (cabeças de chave) | Pote 2     | Pote 2 | Pote 3     | Pote 3 | Pote 4         | Pote 4 |
| Seleção                   | Pos.                      | Seleção    | Pos.   | Seleção    | Pos.   | Seleção        | Pos.   |
| ------------------------- | ------------------------- | ---------- | ------ | ---------- | ------ | -------------- | ------ |
| Rússia                    | 65                        | Espanha    | 8      | Dinamarca  | 19     | Sérvia         | 38     |
| Alemanha                  | 1                         | Peru       | 10     | Islândia   | 21     | Nigéria        | 41     |
| Brasil                    | 2                         | Suíça      | 11     | Costa Rica | 23     | Austrália      | 43     |
| Portugal                  | 3                         | Inglaterra | 12     | Suécia     | 25     | Japão          | 44     |
| Argentina                 | 4                         | Colômbia   | 13     | Tunísia    | 28     | Marrocos       | 48     |
| Bélgica                   | 5                         | México     | 16     | Egito      | 30     | Panamá         | 49     |
| Polónia                   | 6                         | Uruguai    | 17     | Senegal    | 32     | Coreia do Sul  | 62     |
| França                    | 7                         | Croácia    | 18     | Irã        | 34     | Arábia Saudita | 63     |

## Convocações
Um total de 23 jogadores foram convocados em cada das seleções qualificadas, sendo obrigatoriamente três goleiros.

## Arbitragem
Em setembro de 2017, a FIFA emitiu uma lista com 52 possíveis nomes de árbitros, mais um par de assistentes para cada um, de todas as seis confederações associadas. Em 29 de março, foi revelada a lista final, com 36 árbitros e 63 árbitros assistentes, de 46 países diferentes. Em 30 de abril, a FIFA publicou a lista dos 13 árbitros de vídeo, que atuariam apenas como VAR's no torneio. Em 30 de maio de 2018, o árbitro saudita Fahad Al-Mirdasi foi suspenso para toda a vida por manipulação de resultados, e ele e seus dois assistentes, Mohammed Al Abakry e Abdulah Alshalwai, foram removidos da lista. Um novo árbitro não foi nomeado, mas dois árbitros assistentes, Hasan Almahri, dos Emirados Árabes Unidos, e Hiroshi Yamauchi, do Japão, foram nomeados. O árbitro assistente Marwa Range, do Quênia, desistiu de participar depois da BBC divulgar uma investigação conduzida por um jornalista ganês que implicou Marwa em um escândalo de suborno.
| Confederação            | Árbitro                    | Assistente                         | Assistente | Árbitros de vídeo         |
| ----------------------- | -------------------------- | ---------------------------------- | --- | ------------------------- |
| AFC                     | IRN Alireza Faghani        | IRN Mohammadreza Mansouri          | IRN Reza Sokhandan | QAT Abdulrahman Al-Jassim |
| AFC                     | UZB Ravshan Irmatov        | UZB Abduxamidullo Rasulov          | UZB Jakhongir Saidov | QAT Abdulrahman Al-Jassim |
| AFC                     | UAE Mohammed Abdulla       | UAE Mohamed Alhammadi              | UAE Hasan Almahri | QAT Abdulrahman Al-Jassim |
| AFC                     | JPN Ryuji Sato             | JPN Toru Sagara                    | JPN Hiroshi Yamauchi | QAT Abdulrahman Al-Jassim |
| AFC                     | BHR Nawaf Shukralla        | BHR Yaser Khalil Abdulla Tulefat   | QAT Taleb Al Marri | QAT Abdulrahman Al-Jassim |
| CAF                     | EGY Gehad Grisha           | MAR Redouane Achik                 | SDN Waleed Ahmed |                           |
| CAF                     | ALG Mehdi Abid Charef      | ALG Abdelhak Etchiali              | ALG Abdelhak Etchiali |                           |
| CAF                     | GAM Bakary Gassama         | BDI Jean Claude Birumushahu        | BDI Jean Claude Birumushahu |                           |
| CAF                     | SEN Malang Diedhiou        | SEN Djibril Camara                 | SEN El Hadji Malick Samba |                           |
| CAF                     | ZAM Janny Sikazwe          | ANG Jerson Emiliano dos Santos     | RSA Zakhele Thusi Siwela |                           |
| CAF                     | ETH Bamlak Tessema Weyesa  | TUN Anouar Hmila                   | TUN Anouar Hmila |                           |
| CONCACAF                |                            |                                    | |                           |
| SLV Joel Aguilar        | SLV Juan Zumba             | SLV Juan Zumba                     | |                           |
| USA Mark Geiger         | USA Frank Anderson         | CAN Joe Fletcher                   | |                           |
| USA Jair Marrufo        | USA Corey Rockwell         | USA Corey Rockwell                 | |                           |
| COS Ricardo Montero     | COS Juan Carlos Mora Araya | COS Juan Carlos Mora Araya         | |                           |
| PAN John Pitti          | PAN Gabriel Victoria       | PAN Gabriel Victoria               | |                           |
| MEX César Ramos         | MEX Marvin Torrentera      | MEX Miguel Angel Hernandez Paredes | |                           |
| CONMEBOL                |                            |                                    | |                           |
| ARG Néstor Pitana       | ARG Juan Pablo Belatti     | ARG Hernan Maidana                 | BRA Wilton Sampaio BOL Gery Vargas ARG Mauro Vigliano |                           |
| BRA Sandro Ricci        | BRA Emerson de Carvalho    | BRA Marcelo Van Gasse              | BRA Wilton Sampaio BOL Gery Vargas ARG Mauro Vigliano |                           |
| CHI Julio Bascuñán      | CHI Carlos Astroza         | CHI Christian Schiemann            | BRA Wilton Sampaio BOL Gery Vargas ARG Mauro Vigliano |                           |
| COL Wilmar Roldán       | COL Cristian de la Cruz    | COL Alexander Guzman               | BRA Wilton Sampaio BOL Gery Vargas ARG Mauro Vigliano |                           |
| PAR Enrique Cáceres     | PAR Eduardo Cardozo        | PAR Juan Zorrilla                  | BRA Wilton Sampaio BOL Gery Vargas ARG Mauro Vigliano |                           |
| URU Andrés Cunha        | URU Mauricio Espinosa      | URU Nicolas Taran                  | BRA Wilton Sampaio BOL Gery Vargas ARG Mauro Vigliano |                           |
| OFC                     |                            |                                    | |                           |
| NZL Matthew Conger      | NZL Simon Lount            | TGA Tevita Makasini                | |                           |
| TAH Norbert Hauata      | NCL Bertrand Brial         | NCL Bertrand Brial                 | |                           |
| UEFA                    |                            |                                    | |                           |
| GER Felix Brych         | GER Mark Borsch            | GER Stefan Lupp                    | GER Bastian Dankert POR Artur Soares Dias POL Paweł Gil ITA Massimiliano Irrati POR Tiago Martins NED Danny Makkelie ITA Daniele Orsato ITA Paolo Valeri GER Felix Zwayer |                           |
| TUR Cüneyt Çakır        | TUR Bahattin Duran         | TUR Tarik Ongun                    | GER Bastian Dankert POR Artur Soares Dias POL Paweł Gil ITA Massimiliano Irrati POR Tiago Martins NED Danny Makkelie ITA Daniele Orsato ITA Paolo Valeri GER Felix Zwayer |                           |
| RUS Sergei Karasev      | RUS Anton Anverianov       | RUS Tikhon Kalugin                 | GER Bastian Dankert POR Artur Soares Dias POL Paweł Gil ITA Massimiliano Irrati POR Tiago Martins NED Danny Makkelie ITA Daniele Orsato ITA Paolo Valeri GER Felix Zwayer |                           |
| NED Björn Kuipers       | NED Sander van Roekel      | NED Erwin Zeinstra                 | GER Bastian Dankert POR Artur Soares Dias POL Paweł Gil ITA Massimiliano Irrati POR Tiago Martins NED Danny Makkelie ITA Daniele Orsato ITA Paolo Valeri GER Felix Zwayer |                           |
| SRB Milorad Mažić       | SRB Dalibor Djurdjevic     | SRB Milovan Ristic                 | GER Bastian Dankert POR Artur Soares Dias POL Paweł Gil ITA Massimiliano Irrati POR Tiago Martins NED Danny Makkelie ITA Daniele Orsato ITA Paolo Valeri GER Felix Zwayer |                           |
| ESP Antonio Mateu Lahoz | ESP Pau Cebrian Devis      | ESP Roberto Perez                  | GER Bastian Dankert POR Artur Soares Dias POL Paweł Gil ITA Massimiliano Irrati POR Tiago Martins NED Danny Makkelie ITA Daniele Orsato ITA Paolo Valeri GER Felix Zwayer |                           |
| POL Szymon Marciniak    | POL Tomasz Listkiewicz     | POL Pawel Sokolnicki               | GER Bastian Dankert POR Artur Soares Dias POL Paweł Gil ITA Massimiliano Irrati POR Tiago Martins NED Danny Makkelie ITA Daniele Orsato ITA Paolo Valeri GER Felix Zwayer |                           |
| ITA Gianluca Rocchi     | ITA Elenito di Liberatore  | ITA Mauro Tonolini                 | GER Bastian Dankert POR Artur Soares Dias POL Paweł Gil ITA Massimiliano Irrati POR Tiago Martins NED Danny Makkelie ITA Daniele Orsato ITA Paolo Valeri GER Felix Zwayer |                           |
| SVN Damir Skomina       | SVN Jure Prapotnik         | SVN Robert Vukan                   | GER Bastian Dankert POR Artur Soares Dias POL Paweł Gil ITA Massimiliano Irrati POR Tiago Martins NED Danny Makkelie ITA Daniele Orsato ITA Paolo Valeri GER Felix Zwayer |                           |
| FRA Clément Turpin      | FRA Nicolas Danos          | FRA Cyril Gringore≤                | GER Bastian Dankert POR Artur Soares Dias POL Paweł Gil ITA Massimiliano Irrati POR Tiago Martins NED Danny Makkelie ITA Daniele Orsato ITA Paolo Valeri GER Felix Zwayer |                           |

## Fase de grupos
|  | Equipes classificadas para as oitavas-de-final |
|  | Equipes eliminadas na primeira fase            |

| Pos | Equipe         | Pts | J | V | E | D | GP | GC | SG | Classificado      |
| --- | -------------- | --- | - | - | - | - | -- | -- | -- | ----------------- |
| 1   | Uruguai        | 9   | 3 | 3 | 0 | 0 | 5  | 0  | +5 | Fase eliminatória |
| 2   | Rússia (H)     | 6   | 3 | 2 | 0 | 1 | 8  | 4  | +4 | Fase eliminatória |
| 3   | Arábia Saudita | 3   | 3 | 1 | 0 | 2 | 2  | 7  | −5 | Eliminado         |
| 4   | Egito          | 0   | 3 | 0 | 0 | 3 | 2  | 6  | −4 | Eliminado         |

| 14 de junho    |       |                |                 |
| Rússia         | 5 – 0 | Arábia Saudita | Moscou          |
| 15 de junho    |       |                |                 |
| Egito          | 0 – 1 | Uruguai        | Ecaterimburgo   |
| 19 de junho    |       |                |                 |
| Rússia         | 3 – 1 | Egito          | São Petersburgo |
| 20 de junho    |       |                |                 |
| Uruguai        | 1 – 0 | Arábia Saudita | Rostov do Don   |
| 25 de junho    |       |                |                 |
| Uruguai        | 3 – 0 | Rússia         | Samara          |
| Arábia Saudita | 2 – 1 | Egito          | Volgogrado      |

| Pos | Equipe   | Pts | J | V | E | D | GP | GC | SG | Classificado      |
| --- | -------- | --- | - | - | - | - | -- | -- | -- | ----------------- |
| 1   | Espanha  | 5   | 3 | 1 | 2 | 0 | 6  | 5  | +1 | Fase eliminatória |
| 2   | Portugal | 5   | 3 | 1 | 2 | 0 | 5  | 4  | +1 | Fase eliminatória |
| 3   | Irã      | 4   | 3 | 1 | 1 | 1 | 2  | 2  | 0  | Eliminado         |
| 4   | Marrocos | 1   | 3 | 0 | 1 | 2 | 2  | 4  | −2 | Eliminado         |

| 15 de junho |       |          |                 |
| Marrocos    | 0 – 1 | Irã      | São Petersburgo |
| Portugal    | 3 – 3 | Espanha  | Sóchi           |
| 20 de junho |       |          |                 |
| Portugal    | 1 – 0 | Marrocos | Moscou          |
| Irã         | 0 – 1 | Espanha  | Cazã            |
| 25 de junho |       |          |                 |
| Irã         | 1 – 1 | Portugal | Saransk         |
| Espanha     | 2 – 2 | Marrocos | Kaliningrado    |

| Pos | Equipe    | Pts | J | V | E | D | GP | GC | SG | Classificado      |
| --- | --------- | --- | - | - | - | - | -- | -- | -- | ----------------- |
| 1   | França    | 7   | 3 | 2 | 1 | 0 | 3  | 1  | +2 | Fase eliminatória |
| 2   | Dinamarca | 5   | 3 | 1 | 2 | 0 | 2  | 1  | +1 | Fase eliminatória |
| 3   | Peru      | 3   | 3 | 1 | 0 | 2 | 2  | 2  | 0  | Eliminado         |
| 4   | Austrália | 1   | 3 | 0 | 1 | 2 | 2  | 5  | −3 | Eliminado         |

| 16 de junho |       |           |               |
| França      | 2 – 1 | Austrália | Cazã          |
| Peru        | 0 – 1 | Dinamarca | Saransk       |
| 21 de junho |       |           |               |
| Dinamarca   | 1 – 1 | Austrália | Samara        |
| França      | 1 – 0 | Peru      | Ecaterimburgo |
| 26 de junho |       |           |               |
| Dinamarca   | 0 – 0 | França    | Moscou        |
| Austrália   | 0 – 2 | Peru      | Sóchi         |

| Pos | Equipe    | Pts | J | V | E | D | GP | GC | SG | Classificado      |
| --- | --------- | --- | - | - | - | - | -- | -- | -- | ----------------- |
| 1   | Croácia   | 9   | 3 | 3 | 0 | 0 | 7  | 1  | +6 | Fase eliminatória |
| 2   | Argentina | 4   | 3 | 1 | 1 | 1 | 3  | 5  | −2 | Fase eliminatória |
| 3   | Nigéria   | 3   | 3 | 1 | 0 | 2 | 3  | 4  | −1 | Eliminado         |
| 4   | Islândia  | 1   | 3 | 0 | 1 | 2 | 2  | 5  | −3 | Eliminado         |

| 16 de junho |       |           |                 |
| Argentina   | 1 – 1 | Islândia  | Moscou-Otkrytie |
| Croácia     | 2 – 0 | Nigéria   | Kaliningrado    |
| 21 de junho |       |           |                 |
| Argentina   | 0 – 3 | Croácia   | Níjni Novgorod  |
| 22 de junho |       |           |                 |
| Nigéria     | 2 – 0 | Islândia  | Volgogrado      |
| 26 de junho |       |           |                 |
| Nigéria     | 1 – 2 | Argentina | São Petersburgo |
| Islândia    | 1 – 2 | Croácia   | Rostov do Don   |

| Pos | Equipe     | Pts | J | V | E | D | GP | GC | SG | Classificado      |
| --- | ---------- | --- | - | - | - | - | -- | -- | -- | ----------------- |
| 1   | Brasil     | 7   | 3 | 2 | 1 | 0 | 5  | 1  | +4 | Fase eliminatória |
| 2   | Suíça      | 5   | 3 | 1 | 2 | 0 | 5  | 4  | +1 | Fase eliminatória |
| 3   | Sérvia     | 3   | 3 | 1 | 0 | 2 | 2  | 4  | −2 | Eliminado         |
| 4   | Costa Rica | 1   | 3 | 0 | 1 | 2 | 2  | 5  | −3 | Eliminado         |

| 17 de junho |       |            |                 |
| Costa Rica  | 0 – 1 | Sérvia     | Samara          |
| Brasil      | 1 – 1 | Suíça      | Rostov do Don   |
| 22 de junho |       |            |                 |
| Brasil      | 2 – 0 | Costa Rica | São Petersburgo |
| Sérvia      | 1 – 2 | Suíça      | Kaliningrado    |
| 27 de junho |       |            |                 |
| Sérvia      | 0 – 2 | Brasil     | Moscou-Otkrytie |
| Suíça       | 2 – 2 | Costa Rica | Níjni Novgorod  |

| Pos | Equipe        | Pts | J | V | E | D | GP | GC | SG | Classificado      |
| --- | ------------- | --- | - | - | - | - | -- | -- | -- | ----------------- |
| 1   | Suécia        | 6   | 3 | 2 | 0 | 1 | 5  | 2  | +3 | Fase eliminatória |
| 2   | México        | 6   | 3 | 2 | 0 | 1 | 3  | 4  | −1 | Fase eliminatória |
| 3   | Coreia do Sul | 3   | 3 | 1 | 0 | 2 | 3  | 3  | 0  | Eliminado         |
| 4   | Alemanha      | 3   | 3 | 1 | 0 | 2 | 2  | 4  | −2 | Eliminado         |

| 17 de junho   |       |               |                |
| Alemanha      | 0 – 1 | México        | Moscou         |
| 18 de junho   |       |               |                |
| Suécia        | 1 – 0 | Coreia do Sul | Níjni Novgorod |
| 23 de junho   |       |               |                |
| Coreia do Sul | 1 – 2 | México        | Rostov do Don  |
| Alemanha      | 2 – 1 | Suécia        | Sóchi          |
| 27 de junho   |       |               |                |
| México        | 0 – 3 | Suécia        | Ecaterimburgo  |
| Coreia do Sul | 2 – 0 | Alemanha      | Cazã           |

| Pos | Equipe     | Pts | J | V | E | D | GP | GC | SG | Classificado      |
| --- | ---------- | --- | - | - | - | - | -- | -- | -- | ----------------- |
| 1   | Bélgica    | 9   | 3 | 3 | 0 | 0 | 9  | 2  | +7 | Fase eliminatória |
| 2   | Inglaterra | 6   | 3 | 2 | 0 | 1 | 8  | 3  | +5 | Fase eliminatória |
| 3   | Tunísia    | 3   | 3 | 1 | 0 | 2 | 5  | 8  | −3 | Eliminado         |
| 4   | Panamá     | 0   | 3 | 0 | 0 | 3 | 2  | 11 | −9 | Eliminado         |

| 18 de junho |       |            |                 |
| Bélgica     | 3 – 0 | Panamá     | Sóchi           |
| Tunísia     | 1 – 2 | Inglaterra | Volgogrado      |
| 23 de junho |       |            |                 |
| Bélgica     | 5 – 2 | Tunísia    | Moscou-Otkrytie |
| 24 de junho |       |            |                 |
| Inglaterra  | 6 – 1 | Panamá     | Níjni Novgorod  |
| 28 de junho |       |            |                 |
| Inglaterra  | 0 – 1 | Bélgica    | Kaliningrado    |
| Panamá      | 1 – 2 | Tunísia    | Saransk         |

| Pos | Equipe   | Pts | J | V | E | D | GP | GC | SG | Classificado      |
| --- | -------- | --- | - | - | - | - | -- | -- | -- | ----------------- |
| 1   | Colômbia | 6   | 3 | 2 | 0 | 1 | 5  | 2  | +3 | Fase eliminatória |
| 2   | Japão    | 4   | 3 | 1 | 1 | 1 | 4  | 4  | 0  | Fase eliminatória |
| 3   | Senegal  | 4   | 3 | 1 | 1 | 1 | 4  | 4  | 0  | Eliminado         |
| 4   | Polónia  | 3   | 3 | 1 | 0 | 2 | 2  | 5  | −3 | Eliminado         |

| 19 de junho |       |          |                 |
| Colômbia    | 1 – 2 | Japão    | Saransk         |
| Polónia     | 1 – 2 | Senegal  | Moscou-Otkrytie |
| 24 de junho |       |          |                 |
| Japão       | 2 – 2 | Senegal  | Ecaterimburgo   |
| Polónia     | 0 – 3 | Colômbia | Cazã            |
| 28 de junho |       |          |                 |
| Senegal     | 0 – 1 | Colômbia | Samara          |
| Japão       | 0 – 1 | Polónia  | Volgogrado      |

## Fase final

### Esquema
|  | Oitavas de final               | Oitavas de final    |                                 |       | Quartas de final | Quartas de final |                               |                               | Semifinais | Semifinais |  |  | Final | Final |
|  |                                |                     |                                 |       |                  |                  |                               |                               |            |            |  |  |       |       |
|  | 30 de junho – Sóchi            |                     |                                 |       |                  |                  |                               |                               |            |            |  |  |       |       |
|  |                                |                     |                                 |       |                  |                  |                               |                               |            |            |  |  |       |       |
|  | Uruguai                        | 2                   |                                 |       |                  |                  |                               |                               |            |            |  |  |       |       |
|  | Uruguai                        | 2                   | 6 de julho – Níjni Novgorod     |       |                  |                  |                               |                               |            |            |  |  |       |       |
|  | Portugal                       | 1                   |                                 |       |                  |                  |                               |                               |            |            |  |  |       |       |
|  | Portugal                       | 1                   | Uruguai                         | 0     |                  |                  |                               |                               |            |            |  |  |       |       |
|  | 30 de junho – Cazã             |                     | Uruguai                         | 0     |                  |                  |                               |                               |            |            |  |  |       |       |
|  |                                | França              | 2                               |       |                  |                  |                               |                               |            |            |  |  |       |       |
|  | França                         | França              | 2                               | 4     |                  |                  |                               |                               |            |            |  |  |       |       |
|  | França                         |                     | 10 de julho – São Petersburgo   | 4     |                  |                  |                               |                               |            |            |  |  |       |       |
|  | Argentina                      | 3                   |                                 |       |                  |                  |                               |                               |            |            |  |  |       |       |
|  | Argentina                      | 3                   | França                          | 1     |                  |                  |                               |                               |            |            |  |  |       |       |
|  | 2 de julho – Samara            |                     | França                          | 1     |                  |                  |                               |                               |            |            |  |  |       |       |
|  |                                | Bélgica             | 0                               |       |                  |                  |                               |                               |            |            |  |  |       |       |
|  | Brasil                         | Bélgica             | 0                               | 2     |                  |                  |                               |                               |            |            |  |  |       |       |
|  | Brasil                         | 6 de julho – Cazã   |                                 | 2     |                  |                  |                               |                               |            |            |  |  |       |       |
|  | México                         | 0                   |                                 |       |                  |                  |                               |                               |            |            |  |  |       |       |
|  | México                         | 0                   | Brasil                          | 1     |                  |                  |                               |                               |            |            |  |  |       |       |
|  | 2 de julho – Rostov do Don     |                     | Brasil                          | 1     |                  |                  |                               |                               |            |            |  |  |       |       |
|  |                                | Bélgica             | 2                               |       |                  |                  |                               |                               |            |            |  |  |       |       |
|  | Bélgica                        | Bélgica             | 2                               | 3     |                  |                  |                               |                               |            |            |  |  |       |       |
|  | Bélgica                        |                     | 15 de julho – Moscou (Luzhniki) | 3     |                  |                  |                               |                               |            |            |  |  |       |       |
|  | Japão                          | 2                   |                                 |       |                  |                  |                               |                               |            |            |  |  |       |       |
|  | Japão                          | 2                   | França                          | 4     |                  |                  |                               |                               |            |            |  |  |       |       |
|  | 1 de julho – Moscou (Luzhniki) |                     | França                          | 4     |                  |                  |                               |                               |            |            |  |  |       |       |
|  |                                | Croácia             | 2                               |       |                  |                  |                               |                               |            |            |  |  |       |       |
|  | Espanha                        | Croácia             | 2                               | 1 (3) |                  |                  |                               |                               |            |            |  |  |       |       |
|  | Espanha                        | 7 de julho – Sóchi  |                                 | 1 (3) |                  |                  |                               |                               |            |            |  |  |       |       |
|  | Rússia (pen)                   | 1 (4)               |                                 |       |                  |                  |                               |                               |            |            |  |  |       |       |
|  | Rússia (pen)                   | 1 (4)               | Rússia                          | 2 (3) |                  |                  |                               |                               |            |            |  |  |       |       |
|  | 1 de julho – Níjni Novgorod    |                     | Rússia                          | 2 (3) |                  |                  |                               |                               |            |            |  |  |       |       |
|  |                                | Croácia (pen)       | 2 (4)                           |       |                  |                  |                               |                               |            |            |  |  |       |       |
|  | Croácia (pen)                  | Croácia (pen)       | 2 (4)                           | 1 (3) |                  |                  |                               |                               |            |            |  |  |       |       |
|  | Croácia (pen)                  |                     | 11 de julho – Moscou (Luzhniki) | 1 (3) |                  |                  |                               |                               |            |            |  |  |       |       |
|  | Dinamarca                      | 1 (2)               |                                 |       |                  |                  |                               |                               |            |            |  |  |       |       |
|  | Dinamarca                      | 1 (2)               | Croácia (pro)                   | 2     |                  |                  |                               |                               |            |            |  |  |       |       |
|  | 3 de julho – São Petersburgo   |                     | Croácia (pro)                   | 2     |                  |                  |                               |                               |            |            |  |  |       |       |
|  |                                | Inglaterra          | 1                               |       | Terceiro lugar   | Terceiro lugar   |                               |                               |            |            |  |  |       |       |
|  | Suécia                         | Inglaterra          | 1                               | 1     | Terceiro lugar   | Terceiro lugar   |                               |                               |            |            |  |  |       |       |
|  | Suécia                         | 7 de julho – Samara | 7 de julho – Samara             | 1     |                  |                  | 14 de julho – São Petersburgo | 14 de julho – São Petersburgo |            |            |  |  |       |       |
|  | Suíça                          | 7 de julho – Samara | 7 de julho – Samara             | 0     |                  |                  | 14 de julho – São Petersburgo | 14 de julho – São Petersburgo |            |            |  |  |       |       |
|  | Suíça                          | Suécia              | 0                               | 0     | Bélgica          | 2                |                               |                               |            |            |  |  |       |       |
|  | 3 de julho – Moscou (Spartak)  | Suécia              | 0                               |       | Bélgica          | 2                |                               |                               |            |            |  |  |       |       |
|  |                                | Inglaterra          | 2                               |       | Inglaterra       | 0                |                               |                               |            |            |  |  |       |       |
|  | Colômbia                       | Inglaterra          | 2                               | 1 (3) | Inglaterra       | 0                |                               |                               |            |            |  |  |       |       |
|  | Colômbia                       |                     |                                 | 1 (3) |                  |                  |                               |                               |            |            |  |  |       |       |
|  | Inglaterra (pen)               | 1 (4)               |                                 |       |                  |                  |                               |                               |            |            |  |  |       |       |
|  | Inglaterra (pen)               | 1 (4)               |                                 |       |                  |                  |                               |                               |            |            |  |  |       |       |

### Oitavas de final
| 30 de junho   | França                                             | 4 – 3     | Argentina                                 | Arena Kazan, Cazã                            |
| 17:00 (UTC+3) | Griezmann 13' (pen) · Pavard 57' · Mbappé 64', 68' | Relatório | Di María 41' · Mercado 48' · Agüero 90+3' | Público: 42 873 Árbitro: IRN Alireza Faghani |

| 30 de junho   | Uruguai        | 2 – 1     | Portugal | Estádio Olímpico de Fisht, Sóchi         |
| 21:00 (UTC+3) | Cavani 7', 62' | Relatório | Pepe 55' | Público: 44 287 Árbitro: MEX César Ramos |

| 1 de julho    | Espanha                | 1 – 1 (pro) | Rússia           | Estádio Lujniki, Moscou                    |
| 17:00 (UTC+3) | Ignashevich 12' (g.c.) | Relatório   | Dzyuba 41' (pen) | Público: 78 011 Árbitro: NED Björn Kuipers |

|                                       |       | Penalidades                          |  |
| Iniesta Piqué Koke Sergio Ramos Aspas | 3 – 4 | Smolov Ignashevich Golovin Cheryshev |  |

| 1 de julho    | Croácia      | 1 – 1 (pro) | Dinamarca       | Estádio de Níjni Novgorod, Nijni Novgorod  |
| 21:00 (UTC+3) | Mandžukić 4' | Relatório   | M. Jørgensen 1' | Público: 40 851 Árbitro: ARG Néstor Pitana |

|                                        |       | Penalidades                                  |  |
| Badelj Kramarić Modrić Pivarić Rakitić | 3 – 2 | Eriksen Kjær Krohn-Dehli Schöne N. Jørgensen |  |

| 2 de julho    | Brasil                   | 2 – 0     | México | Estádio de Samara, Samara                    |
| 18:00 (UTC+4) | Neymar 51' · Firmino 88' | Relatório |        | Público: 41 970 Árbitro: ITA Gianluca Rocchi |

| 2 de julho    | Bélgica                                      | 3 – 2     | Japão                    | Arena Rostov, Rostóvia do Dom                |
| 21:00 (UTC+3) | Vertonghen 69' · Fellaini 74' · Chadli 90+4' | Relatório | Haraguchi 48' · Inui 52' | Público: 41 466 Árbitro: SEN Malang Diedhiou |

| 3 de julho    | Suécia       | 1 – 0     | Suíça | Estádio Krestovsky, São Petersburgo        |
| 17:00 (UTC+3) | Forsberg 66' | Relatório |       | Público: 64 042 Árbitro: SVN Damir Skomina |

| 3 de julho    | Colômbia   | 1 – 1 (pro) | Inglaterra     | Arena Otkrytie, Moscou                   |
| 21:00 (UTC+3) | Mina 90+3' | Relatório   | Kane 57' (pen) | Público: 44 190 Árbitro: USA Mark Geiger |

|                                    |       | Penalidades                           |  |
| Falcao Cuadrado Muriel Uribe Bacca | 3 – 4 | Kane Rashford Henderson Trippier Dier |  |

### Quartas de final
| 6 de julho    | Uruguai | 0 – 2     | França                     | Estádio de Níjni Novgorod, Nijni Novgorod  |
| 17:00 (UTC+3) |         | Relatório | Varane 40' · Griezmann 61' | Público: 43 319 Árbitro: ARG Néstor Pitana |

| 6 de julho              | Brasil             | 1 – 2     | Bélgica                                | Arena Kazan, Cazã                          |
| 21:00 (UTC+3) Histórico | Renato Augusto 76' | Relatório | Fernandinho 13' (g.c.) · De Bruyne 31' | Público: 42 873 Árbitro: SRB Milorad Mažić |

| 7 de julho    | Suécia | 0 – 2     | Inglaterra             | Estádio de Samara, Samara                  |
| 18:00 (UTC+4) |        | Relatório | Maguire 30' · Dele 59' | Público: 39 991 Árbitro: NED Björn Kuipers |

| 7 de julho    | Rússia                               | 2 – 2 (pro) | Croácia                  | Estádio Olímpico de Fisht, Sóchi                |
| 21:00 (UTC+3) | Cheryshev 31' · Mário Fernandes 115' | Relatório   | Kramarić 39' · Vida 101' | Público: 44 287 Árbitro: BRA Sandro Meira Ricci |

|                                                      |       | Penalidades                          |  |
| Smolov Dzagoyev Mário Fernandes Ignashevich Kuzyayev | 3 – 4 | Brozović Kovačić Modrić Vida Rakitić |  |

### Semi-finais
| 10 de julho   | França     | 1 – 0     | Bélgica | Estádio Krestovsky, São Petersburgo       |
| 21:00 (UTC+3) | Umtiti 51' | Relatório |         | Público: 64 286 Árbitro: URU Andrés Cunha |

| 11 de julho   | Croácia                      | 2 – 1 (pro) | Inglaterra  | Estádio Lujniki, Moscou                   |
| 21:00 (UTC+3) | Perišić 68' · Mandžukić 109' | Relatório   | Trippier 5' | Público: 78 011 Árbitro: TUR Cüneyt Çakır |

### Terceiro-Lugar
| 14 de julho   | Bélgica                    | 2 – 0     | Inglaterra | Estádio Krestovsky, São Petersburgo          |
| 17:00 (UTC+3) | Meunier 4' · E. Hazard 82' | Relatório |            | Público: 64 406 Árbitro: IRN Alireza Faghani |

### Final
| 15 de julho   | França                                                              | 4 – 2     | Croácia                     | Estádio Lujniki, Moscou                    |
| 18:00 (UTC+3) | Mandžukić 18' (g.c.) · Griezmann 38' (pen) · Pogba 59' · Mbappé 65' | Relatório | Perišić 28' · Mandžukić 69' | Público: 78 011 Árbitro: ARG Néstor Pitana |

| França | Croácia |

## Premiações
| Copa do Mundo FIFA de 2018 |
| França                     |
| -------------------------- |
| França Campeã (2º título)  |

### Individuais
| Prêmio FIFA Chuteira de Ouro (artilheiro): | Prêmio FIFA Chuteira de Prata (vice-artilheiro):    | Prêmio FIFA Chuteira de Bronze (terceiro artilheiro): |
| ------------------------------------------ | --------------------------------------------------- | ----------------------------------------------------- |
| ENG Harry Kane                             | FRA Antoine Griezmann                               | BEL Romelu Lukaku                                     |
| Prêmio FIFA Bola de Ouro (melhor jogador): | Prêmio FIFA Bola de Prata (segundo melhor jogador): | Prêmio FIFA Bola de Bronze (terceiro melhor jogador): |
| CRO Luka Modrić                            | BEL Eden Hazard                                     | FRA Antoine Griezmann                                 |
| Prêmio FIFA Luva de Ouro (melhor goleiro)  | Troféu FIFA Fair Play (time menos faltoso):         | Prêmio FIFA Melhor Jogador Jovem:                     |
| BEL Thibaut Courtois                       | Espanha                                             | FRA Kylian Mbappé                                     |

Gol do Torneio
O site FIFA.com selecionou 18 gols para os usuários votarem como os melhores dos torneios. A enquete foi encerrada em 23 de julho. O prêmio foi patrocinado pela Hyundai Motor Company.
| FRA Benjamin Pavard (nas Oitavas de final contra a Argentina) |

### Seleção da Copa
A Federação Internacional de Futebol também publicou uma equipe alternativa do torneio baseada em performances de jogadores avaliadas através de dados estatísticos.
| Goleiros/Guarda-Redes | Defensores/Defesas                                               | Meias/Médios                                        | Atacantes/Avançados                            |
| --------------------- | ---------------------------------------------------------------- | --------------------------------------------------- | ---------------------------------------------- |
| - Thibaut Courtois    | - Andreas Granqvist - Raphaël Varane - Thiago Silva - Yerry Mina | - Denis Cheryshev - Philippe Coutinho - Luka Modrić | - Harry Kane - Antoine Griezmann - Eden Hazard |

Seleção da Copa (voto popular)
Como foi o caso durante as edições de 2010 e 2014, a FIFA não divulgou uma seleção oficial das estrelas, mas convidou os usuários do FIFA.com a elegerem sua Seleção das estrelas.
| Goleiros/Guarda-Redes | Defensores/Defesas                                      | Meias/Médios                                        | Atacantes/Avançados                              |
| --------------------- | ------------------------------------------------------- | --------------------------------------------------- | ------------------------------------------------ |
| - Thibaut Courtois    | - Marcelo - Raphaël Varane - Thiago Silva - Diego Godín | - Kevin De Bruyne - Philippe Coutinho - Luka Modrić | - Harry Kane - Kylian Mbappé - Cristiano Ronaldo |

## Estatísticas

### Artilharia
6 gols (1)
- ENG Harry Kane

4 gols (5)
| - BEL Romelu Lukaku - FRA Antoine Griezmann | - FRA Kylian Mbappé - POR Cristiano Ronaldo | - RUS Denis Cheryshev |

3 gols (7)
| - BEL Eden Hazard - COL Yerry Mina - CRO Mario Mandžukić | - CRO Ivan Perišić - ESP Diego Costa - RUS Artem Dzyuba | - URU Edinson Cavani |

2 gols (13)
| - ARG Sergio Agüero - AUS Mile Jedinak - BRA Neymar - BRA Philippe Coutinho - CRO Luka Modrić | - ENG John Stones - EGY Mohamed Salah - JPN Takashi Inui - KOR Son Heung-min - NGA Ahmed Musa | - SWE Andreas Granqvist - TUN Wahbi Khazri - URU Luis Suárez |

1 gol (85)
| - ARG Ángel Di María - ARG Gabriel Mercado - ARG Lionel Messi - ARG Marcos Rojo - BEL Adnan Januzaj - BEL Dries Mertens - BEL Jan Vertonghen - BEL Kevin De Bruyne - BEL Marouane Fellaini - BEL Michy Batshuayi - BEL Nacer Chadli - BEL Thomas Meunier - BRA Paulinho - BRA Renato Augusto - BRA Roberto Firmino - BRA Thiago Silva - COL Juan Guillermo Cuadrado - COL Juan Quintero - COL Radamel Falcao García - COS Kendall Waston - CRO Andrej Kramarić - CRO Ante Rebić - CRO Domagoj Vida - CRO Ivan Rakitić - CRO Milan Badelj - DEN Christian Eriksen - DEN Mathias Jørgensen - DEN Yussuf Poulsen | - ENG Dele Alli - ENG Jesse Lingard - ENG Harry Maguire - ENG Kieran Trippier - ESP Iago Aspas - ESP Isco - ESP Nacho - FRA Benjamin Pavard - FRA Paul Pogba - FRA Raphaël Varane - FRA Samuel Umtiti - GER Marco Reus - GER Toni Kroos - IRN Karim Ansarifard - ISL Alfreð Finnbogason - ISL Gylfi Sigurðsson - JPN Genki Haraguchi - JPN Keisuke Honda - JPN Shinji Kagawa - JPN Yuya Osako - KOR Kim Young-gwon - KSA Salem Al-Dawsari - KSA Salman Al-Faraj - MAR Khalid Boutaïb - MAR Youssef En-Nesyri - MEX Carlos Vela - MEX Hirving Lozano - MEX Javier Hernández | - NGA Victor Moses - PAN Felipe Baloy - PER André Carrillo - PER Paolo Guerrero - POL Grzegorz Krychowiak - POL Jan Bednarek - POR Pepe - POR Ricardo Quaresma - SEN M'Baye Niang - SEN Moussa Wagué - SEN Sadio Mané - SRB Aleksandar Kolarov - SRB Aleksandar Mitrović - SUI Blerim Džemaili - SUI Granit Xhaka - SUI Josip Drmić - SUI Steven Zuber - SUI Xherdan Shaqiri - SWE Emil Forsberg - SWE Ludwig Augustinsson - SWE Ola Toivonen - RUS Aleksandr Golovin - RUS Mário Fernandes - RUS Yury Gazinsky - TUN Dylan Bronn - TUN Fakhreddine Ben Youssef - TUN Ferjani Sassi - URU José Giménez |

Gols-contra (12)
- AUS Aziz Behich (para a França)
- CRO Mario Mandžukić (para a França)
- EGY Ahmed Fathy (para a Rússia)
- MAR Aziz Bouhaddouz (para o Irã)
- MEX Edson Álvarez (para a Suécia)
- BRA Fernandinho (para a Bélgica)
- NGA Oghenekaro Etebo (para a Croácia)
- POL Thiago Cionek (para o Senegal)
- RUS Denis Cheryshev (para o Uruguai)
- RUS Sergey Ignashevich (para a Espanha)
- SUI Yann Sommer (para a Costa Rica)
- TUN Yassine Meriah (para o Panamá)

### Classificação final

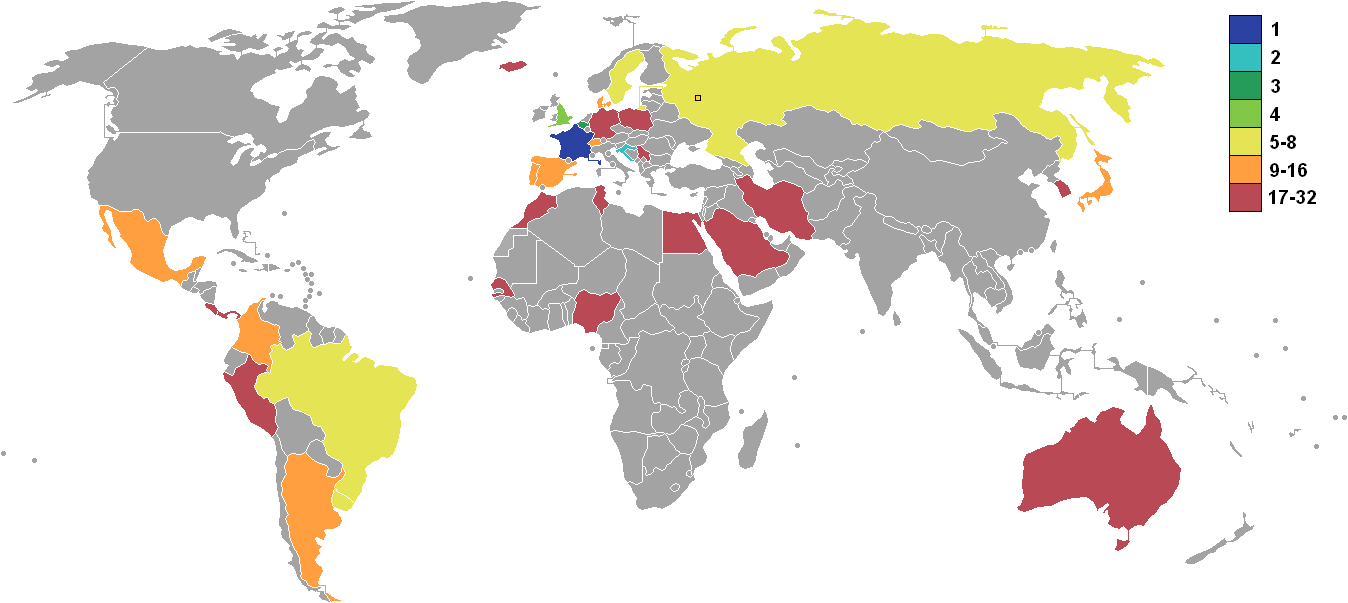
Campeão
Vice-campeão
Terceiro colocado
Quarto colocado
Quartas de final
Oitavas de final
Fase de grupos

A classificação final é determinada através da fase em que a seleção alcançou e a sua pontuação, levando em conta os critérios de desempate.
| Pos.                            | Seleção        | Gr | Pts | J | V | E | D | GP | GC | SG  |
| ------------------------------- | -------------- | -- | --- | - | - | - | - | -- | -- | --- |
| Final                           |                |    |     |   |   |   |   |    |    |     |
| 1                               | França         | C  | 19  | 7 | 6 | 1 | 0 | 14 | 6  | +8  |
| 2                               | Croácia        | D  | 14  | 7 | 4 | 2 | 1 | 14 | 9  | +5  |
| Decisão do 3º e 4º lugares      |                |    |     |   |   |   |   |    |    |     |
| 3                               | Bélgica        | G  | 18  | 7 | 6 | 0 | 1 | 16 | 6  | +10 |
| 4                               | Inglaterra     | G  | 10  | 7 | 3 | 1 | 3 | 12 | 8  | +4  |
| Eliminados nas quartas de final |                |    |     |   |   |   |   |    |    |     |
| 5                               | Uruguai        | A  | 12  | 5 | 4 | 0 | 1 | 7  | 3  | +4  |
| 6                               | Brasil         | E  | 10  | 5 | 3 | 1 | 1 | 8  | 3  | +5  |
| 7                               | Suécia         | F  | 9   | 5 | 3 | 0 | 2 | 6  | 4  | +2  |
| 8                               | Rússia         | A  | 8   | 5 | 2 | 2 | 1 | 11 | 7  | +4  |
| Eliminados nas oitavas de final |                |    |     |   |   |   |   |    |    |     |
| 9                               | Colômbia       | H  | 7   | 4 | 2 | 1 | 1 | 6  | 3  | +3  |
| 10                              | Espanha        | B  | 6   | 4 | 1 | 3 | 0 | 7  | 6  | +1  |
| 11                              | Dinamarca      | C  | 6   | 4 | 1 | 3 | 0 | 3  | 2  | +1  |
| 12                              | México         | F  | 6   | 4 | 2 | 0 | 2 | 3  | 6  | –3  |
| 13                              | Portugal       | B  | 5   | 4 | 1 | 2 | 1 | 6  | 6  | 0   |
| 14                              | Suíça          | E  | 5   | 4 | 1 | 2 | 1 | 5  | 5  | 0   |
| 15                              | Japão          | H  | 4   | 4 | 1 | 1 | 2 | 6  | 7  | –1  |
| 16                              | Argentina      | D  | 4   | 4 | 1 | 1 | 2 | 6  | 9  | –3  |
| Eliminados na fase de grupos    |                |    |     |   |   |   |   |    |    |     |
| 17                              | Senegal        | H  | 4   | 3 | 1 | 1 | 1 | 4  | 4  | 0   |
| 18                              | Irã            | B  | 4   | 3 | 1 | 1 | 1 | 2  | 2  | 0   |
| 19                              | Coreia do Sul  | F  | 3   | 3 | 1 | 0 | 2 | 3  | 3  | 0   |
| 20                              | Peru           | C  | 3   | 3 | 1 | 0 | 2 | 2  | 2  | 0   |
| 21                              | Nigéria        | D  | 3   | 3 | 1 | 0 | 2 | 3  | 4  | –1  |
| 22                              | Alemanha       | F  | 3   | 3 | 1 | 0 | 2 | 2  | 4  | –2  |
| 23                              | Sérvia         | E  | 3   | 3 | 1 | 0 | 2 | 2  | 4  | –2  |
| 24                              | Tunísia        | G  | 3   | 3 | 1 | 0 | 2 | 5  | 8  | –3  |
| 25                              | Polónia        | H  | 3   | 3 | 1 | 0 | 2 | 2  | 5  | –3  |
| 26                              | Arábia Saudita | A  | 3   | 3 | 1 | 0 | 2 | 2  | 7  | –5  |
| 27                              | Marrocos       | B  | 1   | 3 | 0 | 1 | 2 | 2  | 4  | –2  |
| 28                              | Islândia       | D  | 1   | 3 | 0 | 1 | 2 | 2  | 5  | –3  |
| 29                              | Costa Rica     | E  | 1   | 3 | 0 | 1 | 2 | 2  | 5  | –3  |
| 30                              | Austrália      | C  | 1   | 3 | 0 | 1 | 2 | 2  | 5  | –3  |
| 31                              | Egito          | A  | 0   | 3 | 0 | 0 | 3 | 2  | 6  | –4  |
| 32                              | Panamá         | G  | 0   | 3 | 0 | 0 | 3 | 2  | 11 | –9  |

### Maiores públicos
| Nº | Público | Mandante  | Placar         | Visitante      | Estádio            | Cidade          | Data        | Rodada           | Ref.   |
| -- | ------- | --------- | -------------- | -------------- | ------------------ | --------------- | ----------- | ---------------- | ------ |
| 1  | 78 011  | Rússia    | 5–0            | Arábia Saudita | Estádio Lujniki    | Moscou          | 14 de junho | 1ª – Grupo A     | [ 84 ] |
| 1  | 78 011  | Alemanha  | 0–1            | México         | Estádio Lujniki    | Moscou          | 17 de junho | 1ª – Grupo F     | [ 85 ] |
| 1  | 78 011  | Portugal  | 1–0            | Marrocos       | Estádio Lujniki    | Moscou          | 20 de junho | 2ª – Grupo B     | [ 86 ] |
| 1  | 78 011  | Dinamarca | 0–0            | França         | Estádio Lujniki    | Moscou          | 26 de junho | 3ª – Grupo C     | [ 87 ] |
| 1  | 78 011  | Espanha   | 1–1 (3–4 pen.) | Rússia         | Estádio Lujniki    | Moscou          | 1 de julho  | Oitavas de final | [ 88 ] |
| 1  | 78 011  | Croácia   | 2–1            | Inglaterra     | Estádio Lujniki    | Moscou          | 11 de julho | Semifinais       | [ 89 ] |
| 1  | 78 011  | França    | 4–2            | Croácia        | Estádio Lujniki    | Moscou          | 15 de julho | Final            | [ 90 ] |
| 8  | 64 468  | Rússia    | 3–1            | Egito          | Estádio Krestovsky | São Petersburgo | 19 de junho | 2ª – Grupo A     | [ 91 ] |
| 8  | 64 468  | Brasil    | 2–0            | Costa Rica     | Estádio Krestovsky | São Petersburgo | 22 de junho | 2ª – Grupo E     | [ 92 ] |
| 8  | 64 468  | Nigéria   | 1–2            | Argentina      | Estádio Krestovsky | São Petersburgo | 26 de junho | 3ª – Grupo D     | [ 93 ] |

## Cerimônias

### Abertura

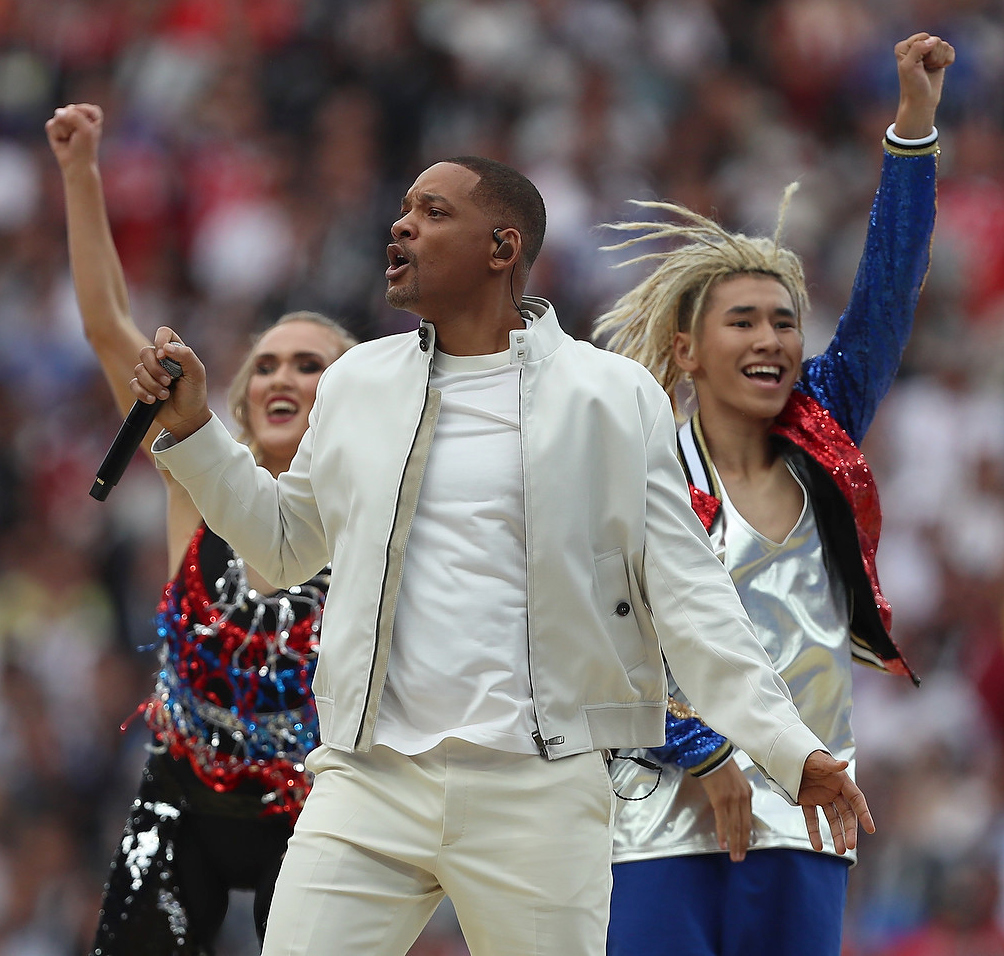
Will Smith na cerimônia de encerramento.

A cerimônia de abertura aconteceu na quinta-feira, 14 de junho de 2018, no Estádio Lujniki, em Moscou, antes da partida de abertura do torneio entre a anfitriã Rússia e Arábia Saudita.
O ex-atacante brasileiro Ronaldo Nazário saiu com uma criança vestindo uma camisa da Copa de 2018. O cantor pop inglês Robbie Williams então apresentou duas músicas antes dele e a soprano russa Aida Garifullina fazerem um dueto, enquanto outros artistas surgiram vestidos com as bandeiras de todos os 32 times e carregando uma placa contendo o nome de cada nação.
Ronaldo voltou com a bola oficial da Copa do Mundo de 2018, que foi enviada ao espaço com a tripulação da Estação Espacial Internacional em março e voltou à Terra no início de junho.

### Encerramento
A cerimônia de encerramento aconteceu em 15 de julho de 2018 no Estádio Lujniki em Moscou antes da partida final entre França na qual se sagraria campeã pela segunda vez desde 1998 e Croácia sendo esta última que pela primeira vez na história disputou uma grande final da copa do mundo. A festa contou com a participação do ator Will Smith, do músico Nicky Jam e da cantora Eva Istrefi que cantaram juntos o tema desta edição da Copa do Mundo, a música "Live it Up". Além dos astros, o evento também contou com a participação do jogador brasileiro Ronaldinho Gaúcho que estava tocando o famoso "pagode russo" num atabaque. Também houve a exibição de um vídeo institucional da próxima Copa do Mundo que será em 2022 no Catar, além dos melhores momentos da copa como o gol de falta de Cristiano Ronaldo no jogo contra a Espanha e da comemoração de Philippe Coutinho no jogo contra a Suíça apresentados em um telão montado no estádio.

## Publicidade

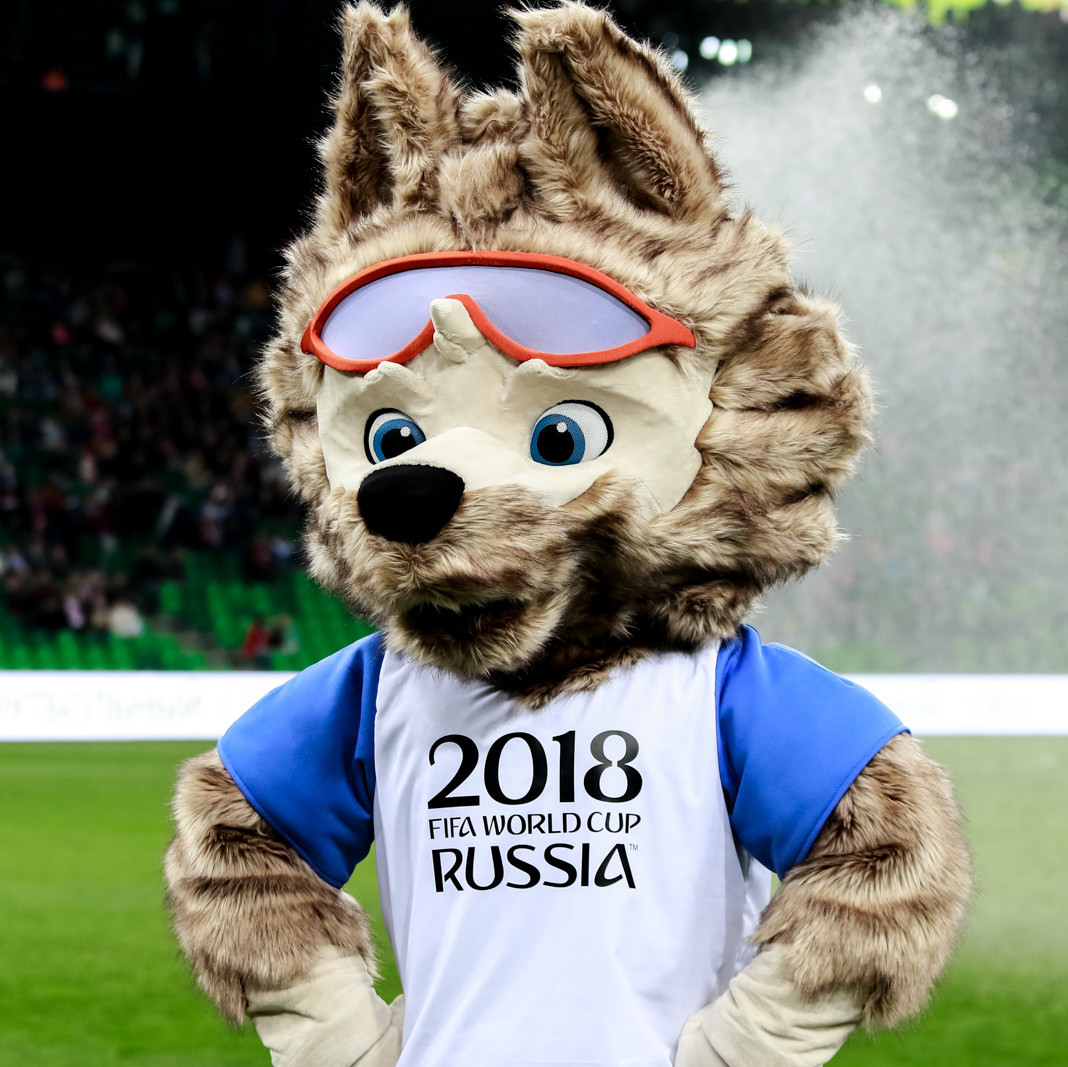
Zabivaka.

### Mascote
A seleção do mascote da Copa do Mundo FIFA de 2018 ocorreu em fevereiro de 2016 com uma decisão da própria FIFA. Na disputa para ser mascote da Copa, estavam as seguintes opções: o lobo, o gato e o tigre-siberiano. Os desenhos finalistas foram feitos pelas estudantes Ekaterina Bocharova, Valeria Taburenko e Sofia Podlesnykh. Outros candidatos também concorreram, como a fênix, o leopardo siberiano, o urso, um extraterrestre, um robô e um cosmonauta. A questão da preservação ambiental, simbolizada nos mascotes, começou a ser uma preocupação das comissões organizadoras dos torneios desde a Copa do Mundo FIFA de 2010, quando um leopardo, espécie que sofre com a caça predatória na África do Sul, batizado de Zakumi, foi o mascote da competição. Em 21 de outubro de 2016 o ex-jogador Ronaldo lança o mascote junto ao Comitê Organizador Fifa 2018, que foi denominado Zabivaka, lobo que em russo significa "aquele que marca um gol".

### Bola

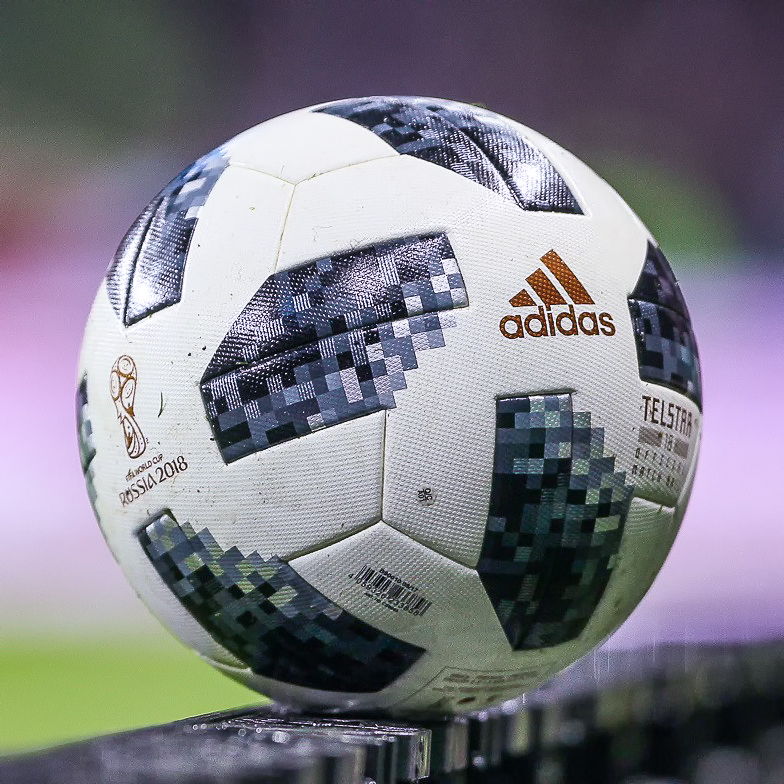
Adidas Telstar, a bola oficial da Copa 2018

Para definir o nome da bola oficial da Copa do Mundo FIFA de 2018, a inspiração da bola foi na Telstar, bola oficial das Copas de 1970 e 1974. Foi lançado em 9 de novembro de 2017, e a bola oficial foi batizada de Telstar 18.

### Logotipo

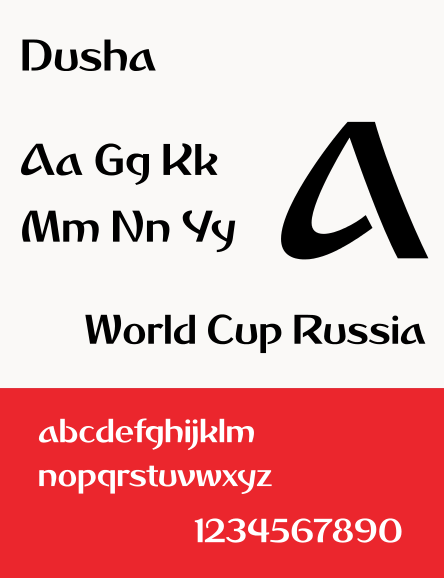
Fonte tipográfica criada para uso durante o torneio.

O logotipo do torneio foi revelado em 28 de outubro de 2014 através de astronautas russos na Estação Espacial Internacional, e depois projetado no Teatro Bolshoi de Moscou durante uma transmissão. O ministro russo dos Esportes, Vitaly Mutko, disse que o logotipo foi inspirado pela rica tradição artística da Rússia e sua história de realização audaz e inovação, e o presidente da FIFA Joseph Blatter afirmou que refletia o coração e a alma do país. Para a marca, um tipo de fonte tipográfica chamada de "Dusha" (proveniente de "Душа" em russo) foi criado pela empresa de design portuguesa Brandia Central em 2014.

### Pôster
O pôster oficial da Copa do Mundo FIFA 2018 foi a principal marca visual do evento. O desenho retrata uma homenagem ao goleiro Lev Yashin  retratado com sua famosa boina preta, pulando como se estivesse fazendo uma defesa. Em suas mãos está uma bola de futebol, que dá espaço ao mapa da Rússia em meio aos seus gomos.
Escolhido entre diversos concorrentes, o pôster foi criado pelo designer artista russo Igor Gurovich, que escolheu Yashin como a figura central para sua obra, sendo inspirado pelo Construtivismo.
O símbolo foi escolhido por uma comissão julgadora formada pela Secretária-geral da Federação Internacional de Futebol, Fatma Samoura e do Comitê Organizador Local (COL), Vitaly Mutko.

### Patrocinadores
| - Adidas - Coca-Cola - Gazprom - Hyundai–Kia | - Qatar Airways - Visa - Wanda Group |

| - Anheuser-Busch InBev - Hisense - McDonald's - Mengniu Dairy | - Vivo |

## Direitos de transmissão

### Lusofonia
No Brasil, o torneio foi transmitido pelos canais Globo, SporTV e Fox Sports. A Band, que iria transmitir o torneio, posteriormente desistiu de fazer a transmissão. A emissora da Família Marinho conquistou altos índices, jamais vistos desde a novela Avenida Brasil, em 2012. Com os jogos do Brasil, transmitidos nos dias 17 e 22 de junho, a Globo marcou 51,1 pontos e 61 pontos, respectivamente, na cidade de São Paulo.
Em Portugal, a RTP transmitiu o torneio nos seus canais de TV e rádio. A RTP transmitiu 28 jogos na RTP1. A SIC adquiriu à RTP os direitos para a transmissão de 8 jogos. A SportTV adquiriu os direitos para a transmissão de todos os jogos.
Os países do PALOP têm cobertura do torneio garantida por quatro operadores: Kwesé Sports (em sinal aberto), SuperSport (pago, em inglês e português), StarTimes e Canal+ (pago, em francês). Em Angola a TPA transmitiu alguns encontros e em Moçambique a transmissão de algumas partidas ficou a cabo da TVM, TV Miramar e TV Sucesso. Em Timor-Leste a operadora ETO Telco conseguiu os direitos de transmissão da prova.

## Controvérsias
Tal como aconteceu com os Jogos Olímpicos de Inverno de 2014, a escolha da Rússia como anfitrião foi questionada, pelo alto nível de racismo no futebol russo e a discriminação contra pessoas LGBT na sociedade russa em geral. O envolvimento russo na Guerra Civil no Leste da Ucrânia e na explosão do Voo Malaysia Airlines 17 também provocou reclamações de alguns políticos dos Estados Unidos e do Reino Unido para que o torneio fosse transferido para outro lugar, particularmente após a anexação da Crimeia à Federação Russa. O então presidente da Federação Internacional de Futebol, Joseph Blatter, disse: "A Copa do Mundo recebeu e votou na Rússia e estamos seguindo nosso trabalho".
Devido à crise financeira na economia russa, o orçamento para os preparativos foi reduzido algumas vezes. Em junho de 2015, um decreto governamental reduziu o orçamento em 560 milhões de dólares, totalizando 11,8 bilhões de dólares gastos no evento.

### Eleição
As alegações de corrupção nos processos de licitação para as Copas do Mundo de 2018 e 2022 causaram ameaças da The Football Association da Inglaterra para boicotar o torneio. A FIFA nomeou Michael J. Garcia, advogado dos Estados Unidos, para investigar e produzir um relatório (o Relatório Garcia) sobre as alegações de corrupção. Embora o relatório nunca tenha sido publicado, a FIFA divulgou um resumo de 42 páginas de suas descobertas, conforme determinado pelo juiz alemão Hans-Joachim Eckert. O resumo de Eckert livra a Rússia e o Catar de qualquer irregularidade, mas foi denunciado pelos críticos como parcial. Garcia criticou o resumo como sendo "materialmente incompleto" com "representações errôneas e conclusões dos fatos" e apelou ao Comitê de Recurso da FIFA. O comitê se recusou a ouvir seu recurso, então Garcia renunciou em protesto contra a conduta da FIFA, citando uma "falta de liderança" e falta de confiança na independência de Eckert.
Em 3 de junho de 2015, o Federal Bureau of Investigation confirmou que as autoridades federais estavam investigando os processos de licitação e adjudicação para as Copas do Mundo de 2018 e 2022. Em uma entrevista publicada em 7 de junho de 2015, Domenico Scala, chefe do Comitê de Auditoria e Cumprimento da FIFA, declarou que "deveria haver evidências de que as eleições do Qatar e da Rússia aconteceram apenas por causa de votos comprados, então as escolhas poderiam ser canceladas".

### Direitos humanos e trabalhistas
Em junho de 2017, a organização Human Rights Watch, que zela pela defesa dos direitos humanos, denunciou a Federação Internacional de Futebol através de um relatório de 34 páginas chamado "Cartão Vermelho: Exploração de Trabalhadores da Construção nas sedes da Copa do Mundo na Rússia" por "não ter cumprido plenamente" com seu compromisso de desenvolver uma força-tarefa de supervisão das condições trabalhistas dos operários que atuam na construção dos diferentes estádios que abrigariam a edição da Copa Confederações de 2017 e a Copa do Mundo de 2018. O relatório foi redigido a partir das respostas obtidas através de 42 entrevistas a trabalhadores russos e estrangeiros locados nas obras dos estádios de Moscou, São Petersburgo, Kaliningrado, Rostov, Sótchi e Ecaterimburgo para os dois eventos esportivos. Entre o núcleo de trabalhadores encontravam-se emigrantes de países da Ásia Central, da Bielorrússia e da Ucrânia.
Segundo o relatório, 17 trabalhadores morreram durante a construção dos estádios, com base em informação concedida pelo Sindicato Internacional de Trabalhadores da Construção e Madeira. ― uma cifra que supera os 11 mortos durante as obras dos Jogos Olímpicos de Verão de 2016, realizados no Rio de Janeiro, no Brasil. O observatório de direitos humanos denunciou outras situações, como a falta de contratos registrados em muitos casos, dos atrasos no pagamento dos salários e na falta de proteções suficientes para a execução de alguns trabalhos em condições climáticas extremas, realizados em ambientes a -25 °C. O relatório também denuncia a prisão do observador enviado pela HRW a Rússia para a elaboração do documento, que ficou detido em Volgogrado por mais de três horas, em abril.